# Haj

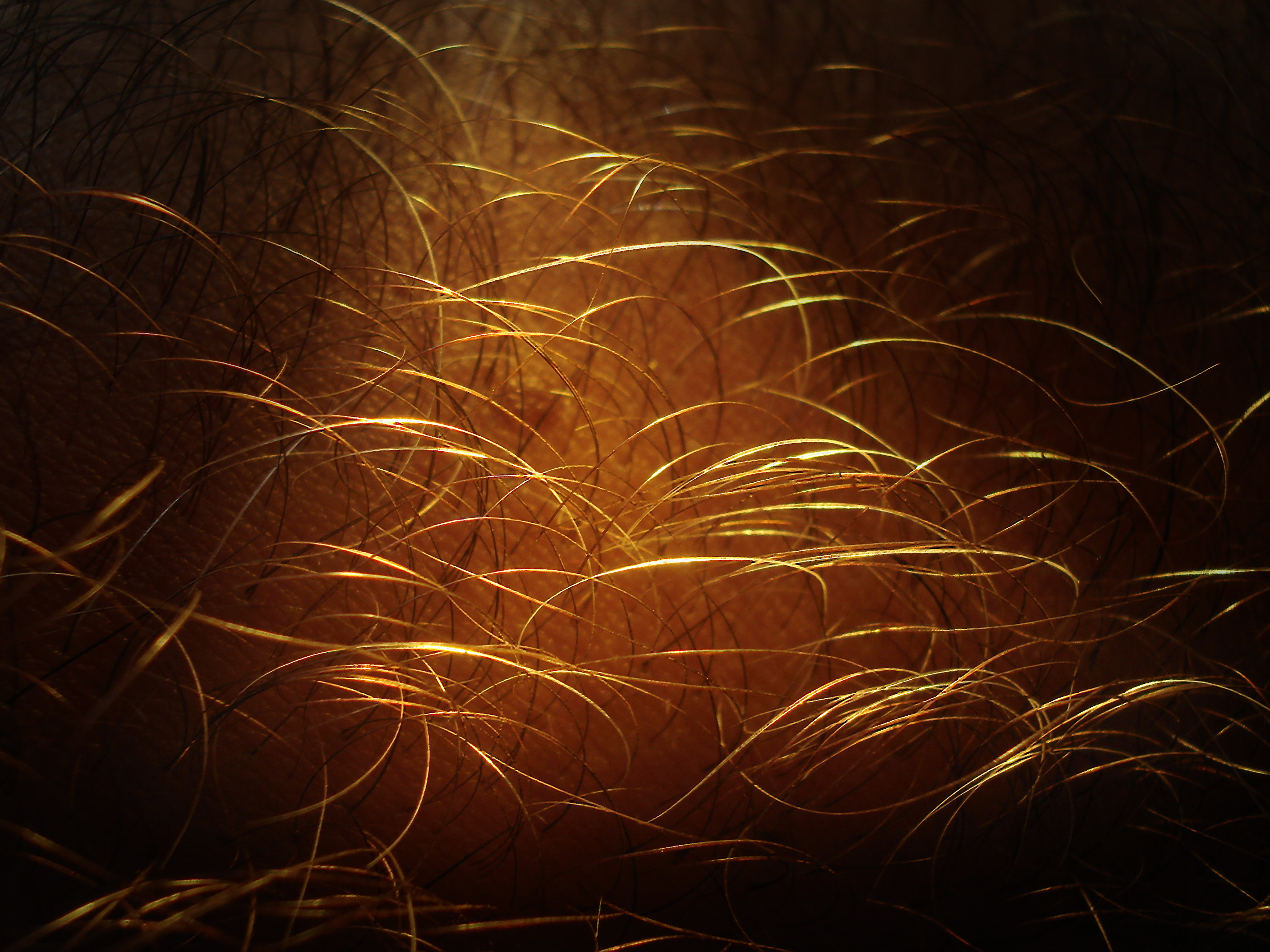
Haj

A haj az emberi fejen található szőrzet, amely mechanikailag is védi a koponyát. Emellett a kinézetünk meghatározó tényezője, a dús hajon, frizurán is múlik, hogy szépnek látjuk-e a másikat. Hajunk minőségét szüleinktől örököljük, de környezeti tényezők és a táplálkozás is jelentősen befolyásolják állapotát. Bár hajunk fényét elsősorban egészségi állapotunk és hangulatunk határozza meg, azért hajápolási szokásainkon is sok múlik.

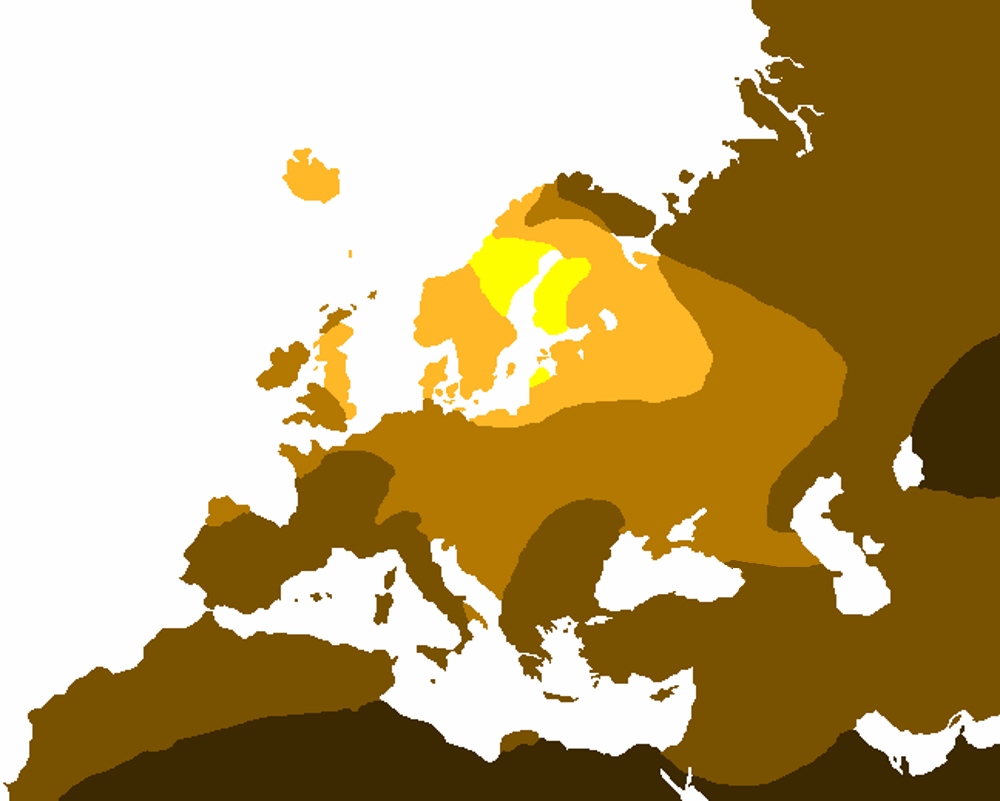
Világos hajúak aránya Európa különböző részein

| >80% 50–80% 20–50% | 1–20% <1% |

## Szerkezete
A haj 97%-át keratin alkotja; a maradék 3%-a víz. Rétegei a külső hámréteg, a cuticula; a középső hajkéreg, a cortex; és a belső hajbél, a medulla. A külső hámréteget egymást tetőcserépszerűen fedő lemezkék alkotják, amiket a faggyúmirigyek által termelt hajzsír von be. A haj fényessége ettől a rétegtől függ: ha a lemezkék szabályosan állnak, akkor a haj fényes, és selymes, de ha megsérül, akkor a haj töredezett, fénytelen és száraz lesz. A haj rugalmasságáért és erősségéért a keratinszálakból felépülő hajkéreg felel. A hajbélnek az a feladata, hogy összekösse a hajgyökeret és a külső részt, biztosítva az átjárást és szellőzést.
Más szempontból a haj két részből áll: az élő hajgyökérből, és az élettelen hajszálból. A hajgyökér alsó része kiszélesedik, ez a hajhagyma. Ebben ül a hajszemölcs. Fölötte találhatók azok a sejtek, amik a hajszálat termelik. Ezek a mátrixsejtek gyors osztódásra képes alapsejtek. A gyökér felső részén mirigyek termelik a haj zsírozására és a fejbőr kiszáradásának megakadályozására a faggyút. Alattuk hajmerevítő izmok csatlakoznak a hajgyökérhez.

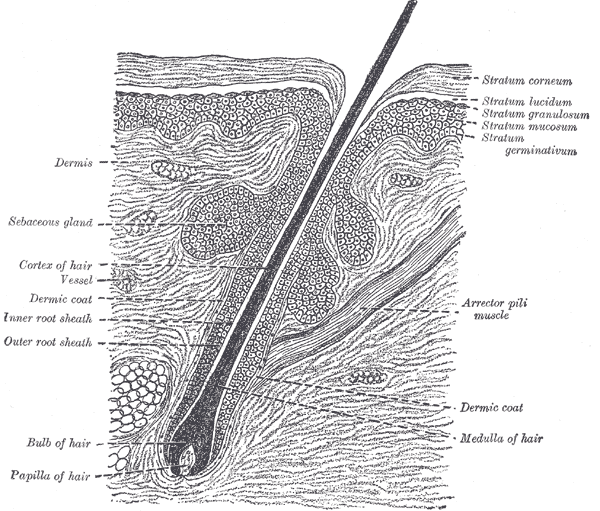
Hajhagyma vázlatrajza

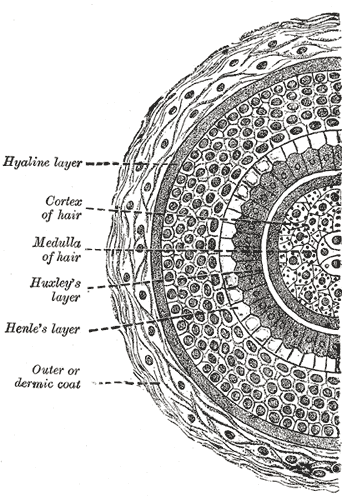
Hajhagyma keresztmetszete

## Életciklusa
A haj életciklusa három szakaszból áll: a növekedési, az átmeneti, és a nyugalmi fázisból.
A 2-6 évig tartó növekedési fázisban a hajszál naponta 0,3-0,5 mm-t nő; a növekedést betegségek, és tápanyaghiány lassíthatja. A nők haja gyorsabban nő, mint a férfiaké. Egy ember hajszálainak úgy 85%-a van ebben a fázisban. A növekedési fázisban a haj közvetlen kapcsolatban áll a belső környezettel, azaz a vérrel, a nyirokfolyadékkal és a sejteken kívüli folyadékokkal. Amint a haj növekedése közben eléri a fejbőr felszínét, a külső rétegei megszilárdulnak, magukba zárva a kialakulásuk során felhalmozódott metabolikus anyagokat (ásványi anyagokat, nyomelemeket, méreganyagokat). Ez a biológiai folyamat egyfajta lenyomatot és tartós "állapotleírást" biztosít a szervezetben végbement anyagcsere tevékenységről és a fém- illetve toxintartalomról. A hajszálat elszarusodott mátrixsejtek alkotják.
A két-három hetes átmeneti fázisban a haj növekedése megáll. A hajhagyma nem kap több tápanyagot, a felszínre kerül, és elsorvad. A hajszálak 1-3%-a van ebben a szakaszban.
A három hónapos nyugalmi fázisban a hajgyökér működése szünetel. A hajhagyma elszarusodik, és elhal. A szakasz végén a hajgyökér új hajhagymát hoz létre, ami újabb hajszálat kezd növeszteni. Az új hajszál kitolja a régit. Egy ember hajának körülbelül 15%-a várakozik ebben az állapotban.
Az embriók haja már a 9. héten fejlődésnek indul, de a szőrtüsző és a szőrszál csak a 3-4. hónapra alakul ki teljesen. A babák néhány centiméteres hajjal születnek (piheszőrzet, lanugo). A gyerekek hajában nincs velő (vellus).
A haj a harmincas években kezd ritkulni. Az őszülés a negyvenes-ötvenes életévekben már megindul, néha még hamarabb. A férfiak előbb kezdenek el őszülni és kopaszodni, mint a nők. Náluk az őszülés a szakállukon és a halántéktájékukon kezdődik.

## Típusai
A hajtípusok többféleképpen is csoportosíthatók. A haj színét és formáját az ember génjei határozzák meg.
Forma szerint:
1. Lissotrich: az egyenes, merev, esetleg enyhén hullámos, göndör (europidok, mongoloidok)
2. Cymatotrich: a hullámos és fürtös (negridek)
3. Ulotrich: a göndör, csavaros, gyapjas (weddo-ausztralid)

Az egyenes haj keresztmetszete kör, a hullámosé ellipszis, a fürtösé babszem. Az egyenes haj allélja recesszív a többi formával szemben.
A szín szerinti csoportosításhoz a színt a harminc árnyalatot tartalmazó Fischer-Saller-skálán mérik, amivel a hajszín betűjelzéssel is megadható. A pontos színt spektrofotométerrel állapítják meg.
A sötétebb hajszín allélja domináns a világosabb hajszín fölött.
A lenszőke hajszál vastagsága 0,05 mm, a sötét hajszálé akár 0,2 mm is lehet.
A szőkéknek 150 ezer, a vörösöknek 90 ezer, a sötét hajúaknak 110 ezer hajszáluk van fiatal korban. Az öregedés előrehaladtával nem minden hajszál pótlódik; 40 éves korra a hajszálak 20%-ának elvesztése nem tekinthető kórosnak. A nemi hormonok hatására a nők haja dúsabbá és vastagabbá válik, mint a férfiaké.
A haj ápolásában a haj színénél és formájánál fontosabb szempont a haj zsírosodásra való hajlama.
- A normál haj nedvességtartalma kielégítő; a faggyúmirigyek elég zsírt termelnek. A fejbőr nem korpásodik, a hajszálak fényesek.
- A száraz haj fénytelen, töredezésre hajlamos, rosszul tartja a nedvességet.
- A zsíros haj bőven el van látva hajzsírral. A hajszálak elnehezülnek, és összetapadnak. A fejbőr nem szellőzik megfelelően.

A zsírosodás összefügg a nemi hormonok termelésével, ezért a kisgyerekek haja nem zsírosodik.

## Feladatai
A hajnak többféle feladata van:
- Védi a fejbőrt a hidegtől, a melegtől és az ultraibolya sugárzástól, ezáltal segít a hőháztartásban.
- Véd az esőtől, segít a nedvesség megtartásában, és a párologtatásban.
- Társadalmi szerep, kommunikációs eszköz: a hajviselet alapján ránézésre eldönthető, hogy férfi vagy nő, milyen helyet foglal el a társadalomban, mi a fizikai, vagy lelki állapota, vagy hogy egy adott néphez tartozik-e.
- Esztétikai szerep, főként a nőknél, bár a férfiak is szeretik, ha szép a hajuk.

## Betegségei
- Fejtetű: 2,5 – 4,5 mm nagyságú, ovális alakú rovar. A színe általában szürke.
- A haj külső szerkezetének károsodásai: a haj szárazzá, törékennyé, fénytelenné, rugalmatlanná válik.
- Hajtépés (Trichotillomania): a haj kényszeres tépkedése, húzkodása, csavargatása. Nemcsak a hajat érintheti, hanem a szőrzet más részeit is.
- Kóros hajhullás: a napi hajveszteség tartósan meghaladja a 60 szálat. Különösen zavaró a foltos hajhullás. Sokféle oka lehet a gombás fertőzéstől, sebhelytől a haj tartós feszülésével járó hajviseletekig, amilyen például a konty és a lófarok. Okozhatják a fejbőr betegségei, például a pikkelysömör, gyulladások, a vegyszeres kezelések, a tápanyaghiány, gyógyszerek, vagy akár a stressz is.
- Örökletes kopaszodás (androgenetikus alopécia): a kopaszságnak létezik öröklődő változata is, aminek megjelenését a nemi hormonok befolyásolják, így a nők kevésbé érintettek.

A haj betegségeinek hormonális okai lehetnek, vagy okozhatják a haj túl gyakori vegyszeres kezelései is.
A hajhullást többféleképpen is kezelhetik. Mezoterápiával tápanyagokat és gyógyszereket juttatnak a hajgyökérhez, vagy a kopasz foltokat hajátültetéssel tüntethetik el.

## Hajviselet

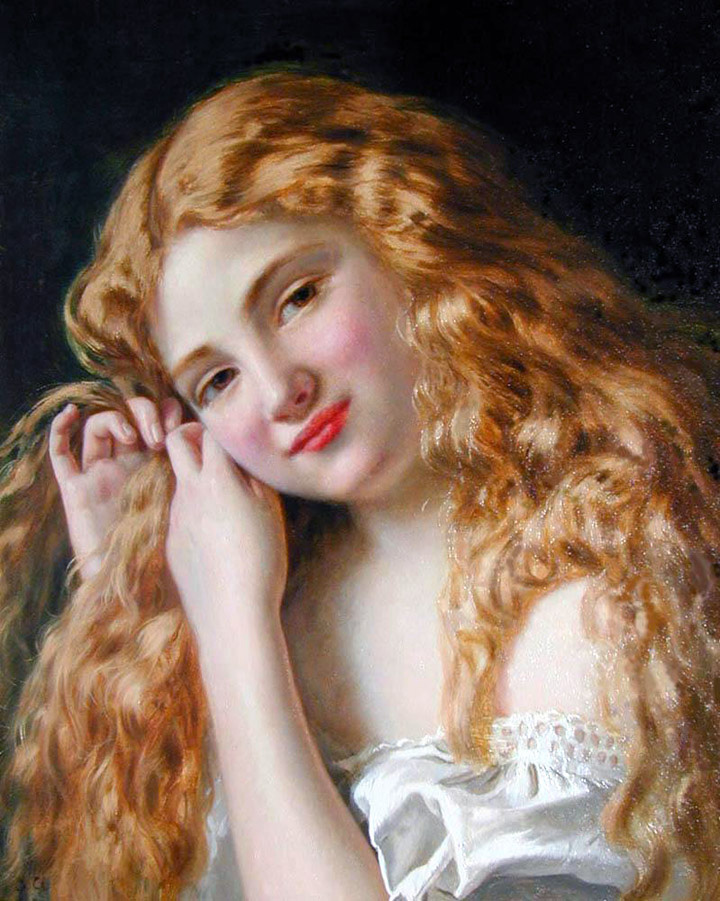
Sofije Gengembr Anderson: Fiatal lány rögzíti a haját

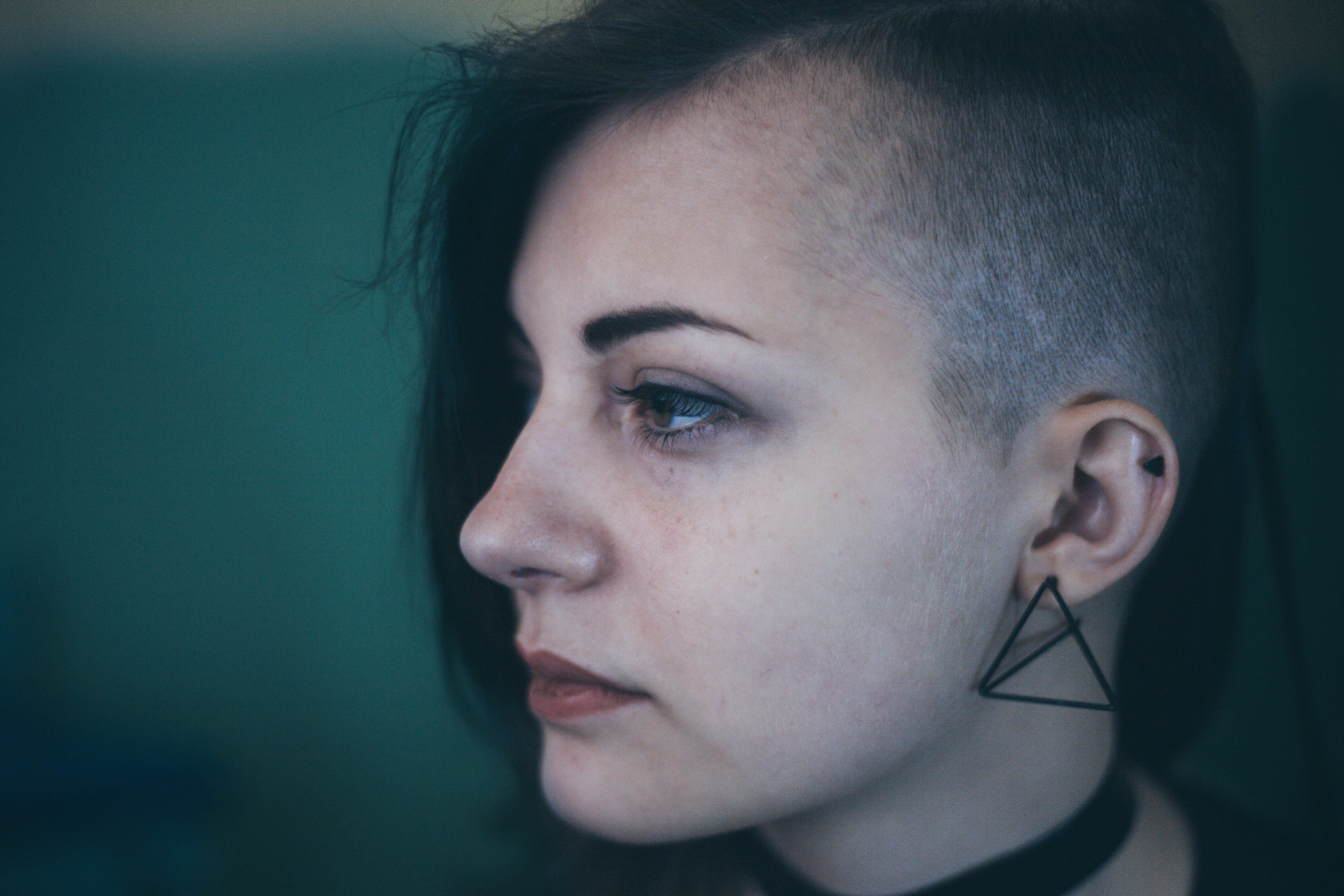
Egy lány oldalt felnyírt hajjal (sidecut)

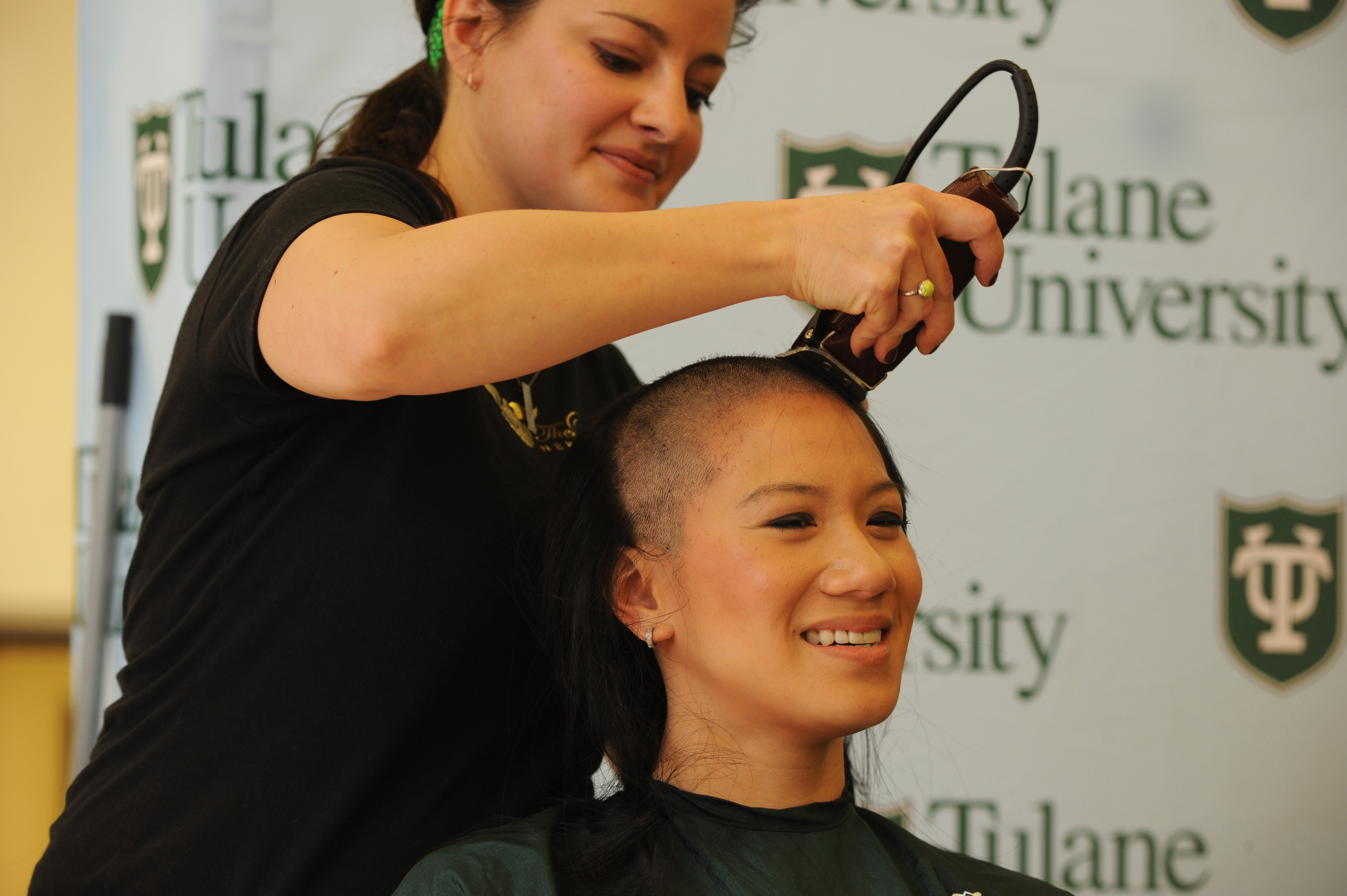
Buzz cut frizura nyírása közben

Megjelenésünk egyik meghatározó eleme a hajviseletünk, sok minden múlik azon, hogy sikerül-e kiválasztani és megvalósítani az egyéniségünkhöz passzoló frizurát.
A magyar hajviselet többször is változott a történelemben. Sokáig hosszú hajat viseltek mind a nők, mind a férfiak. Férfiaknál a rövid haj a 19. század közepétől jött szokásba. A szakáll sokáig nemesi kiváltság volt; 1848 után az idősebb férfiak növesztettek szakállt. A magyar férfi gondosan ápolta bajszát. A néphit a női hajnak varázserőt tulajdonított, ezért az asszonyok nem hordhatták szabadon hajukat. Kontyba kötve főkötő alá rejtették. A lányok rendszerint befonták; a fonatok száma koronként és vidékenként változott. Csak ünnepnapokon hagyták kibontva. A lányok fejdísze a szüzeket megillető párta volt. Ha egy lány elvesztette szüzességét, akkor szégyenszemre le kellett vetnie díszét.
A hajviselet kommunikációra is szolgál. A múltban a hajviselet jelezte az emberek hovatartozását, társadalmi helyzetét, származását. Csak az előkelők hajviselete követte a divatot. A hagyományos társadalmak felbomlása miatt ma sokkal szabadabban választhatjuk meg hajviseletünket, mint korábban.
Nem kell a hajat évekig növeszteni, hogy hosszú legyen. Kelet-európai és ázsiai nők levágott hajából meg lehet hosszabbíttatni. A hosszabbítást ugyanolyan színűre festik, mint a saját hajat. A 21. században már elfogadottá vált, hogy a férfiak is hosszú hajat hordjanak, akár összefogva, akár leengedve.
Olyan színésznők és énekesnők, mint például Sinéad O’Connor, Natalie Portman, Amber Rose, Jessie J, Iris Law, vagy Willow Smith általi népszerűsítésnek köszönhetően az extrém rövid, buzz cut frizura a nők körében az elmúlt években népszerű hajviseletté vált. Viselésének oka egyaránt lehet az egyszerű kezelhetőség, a divat követése, az arc kiemelése, vagy a lázadás a nőkre ráerőltetett normák ellen.

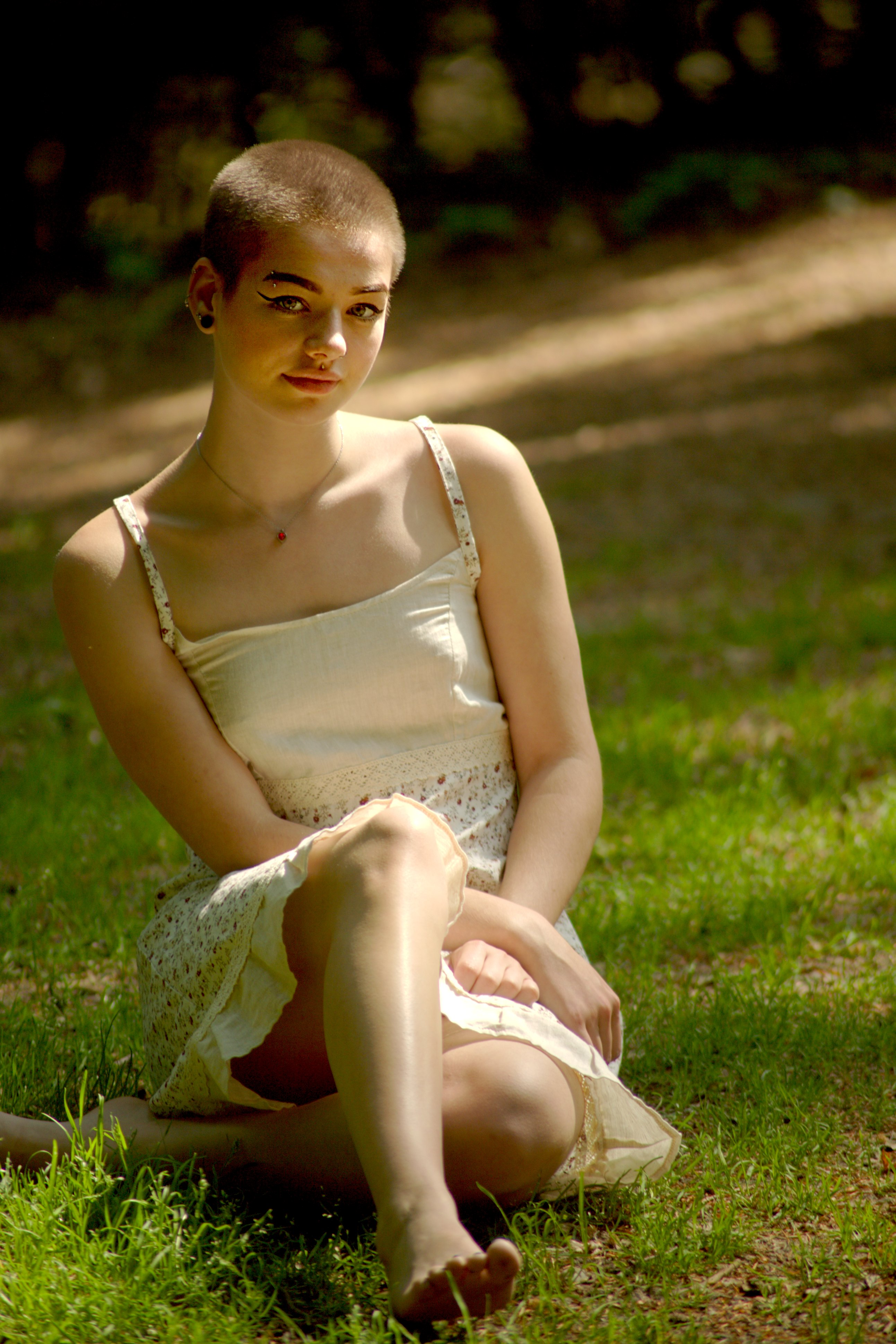
Buzz cut frizura
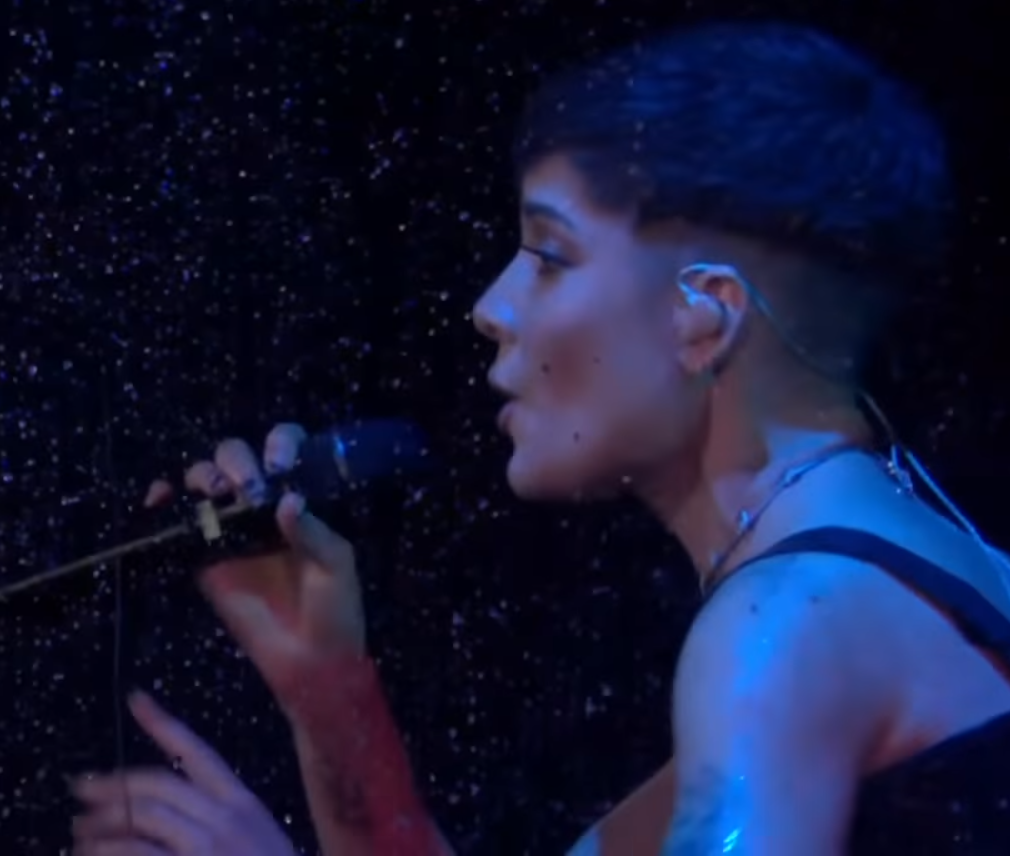
Halsey felnyírt pixie frizurával
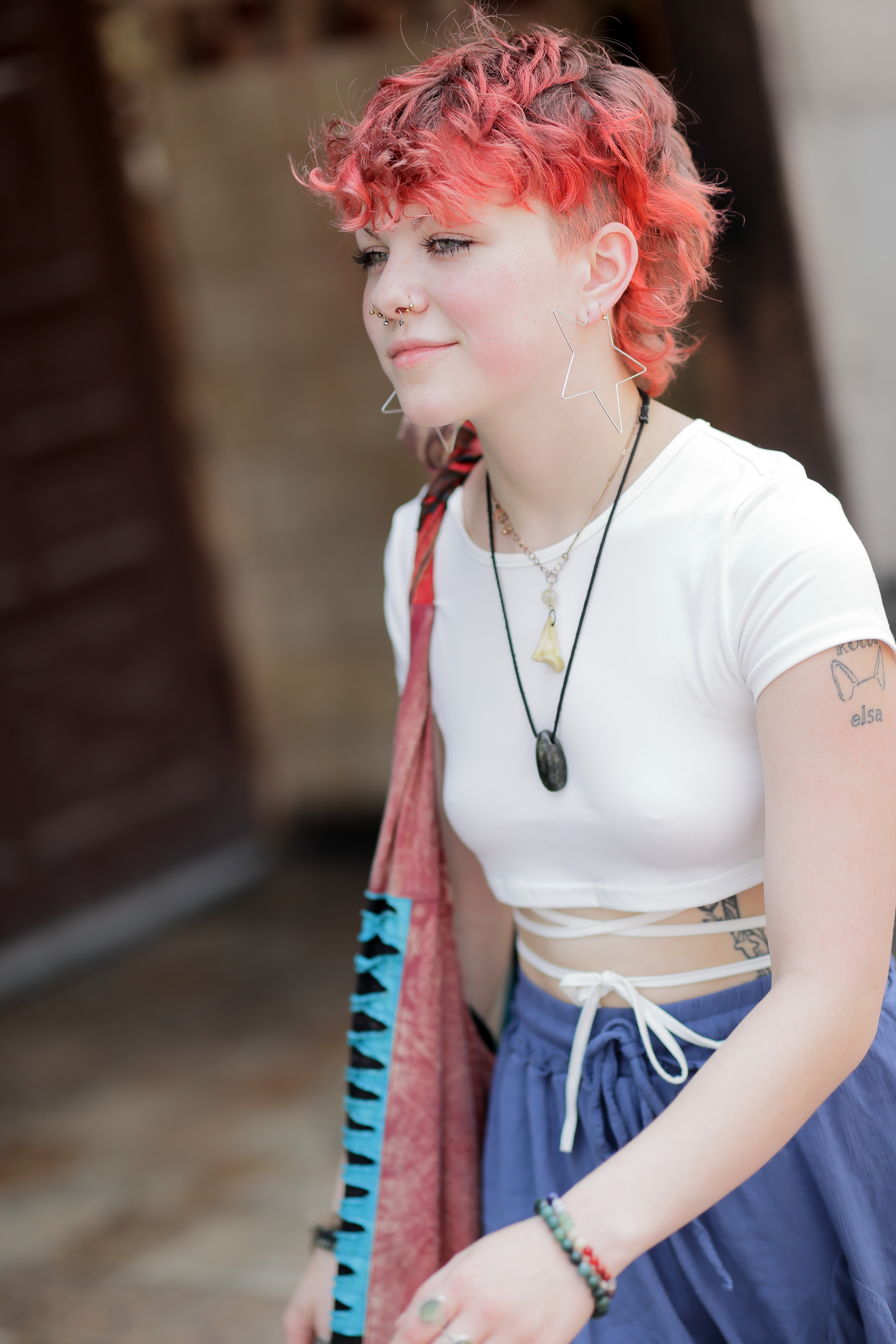
Rövid haj felnyírva
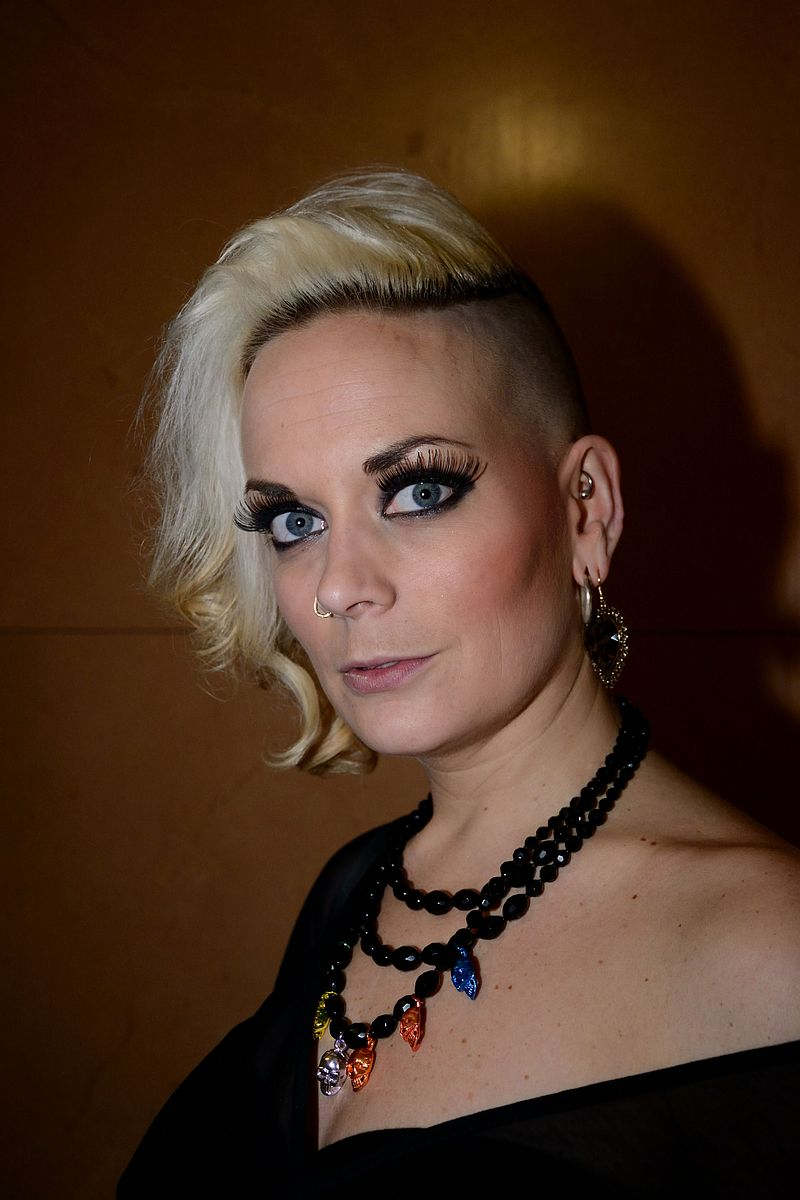
Felnyírt bubifrizura
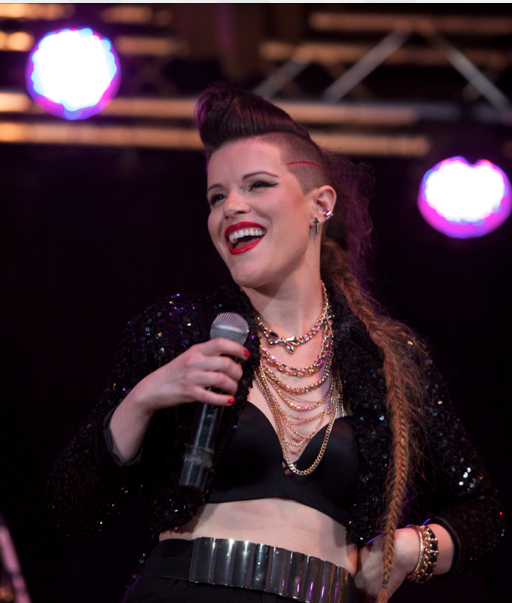
Hosszú haj felnyírva
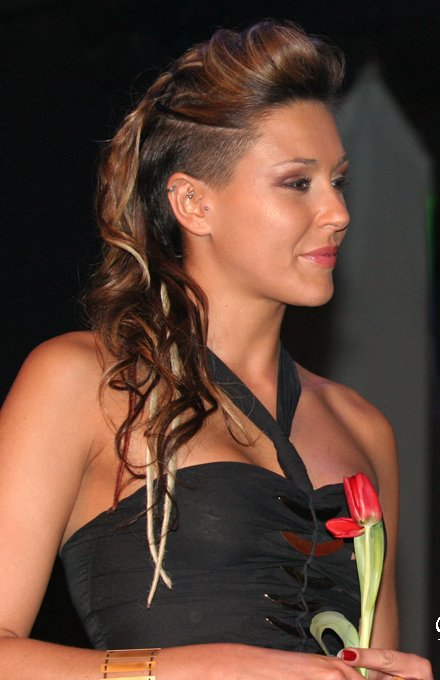
Hosszú haj felnyírva
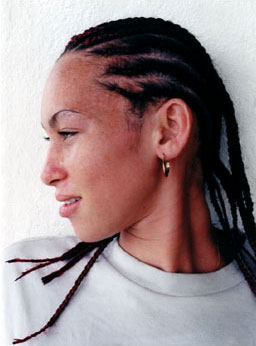
Parketta fonás
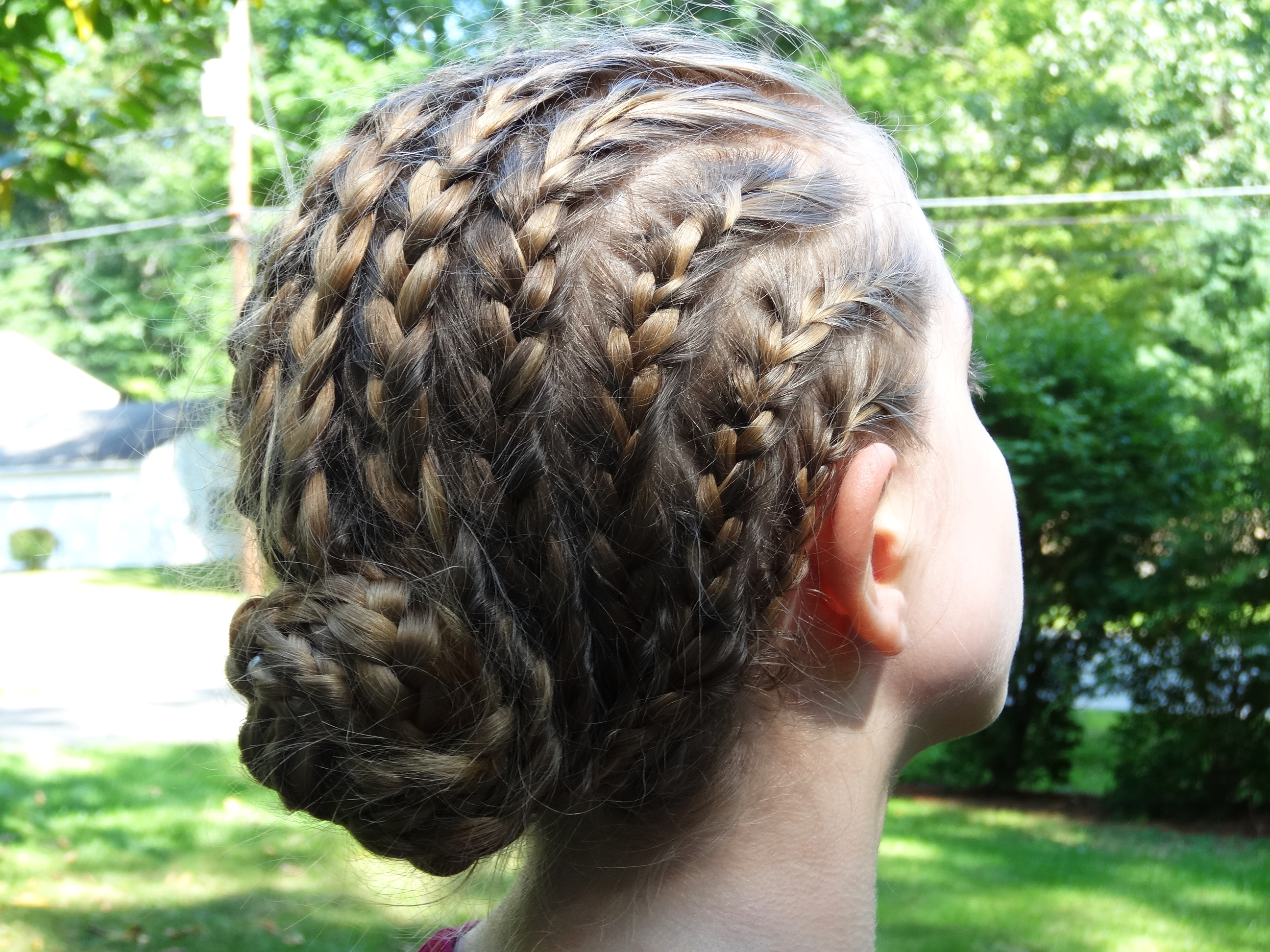
Parketta fonás fonott konttyal
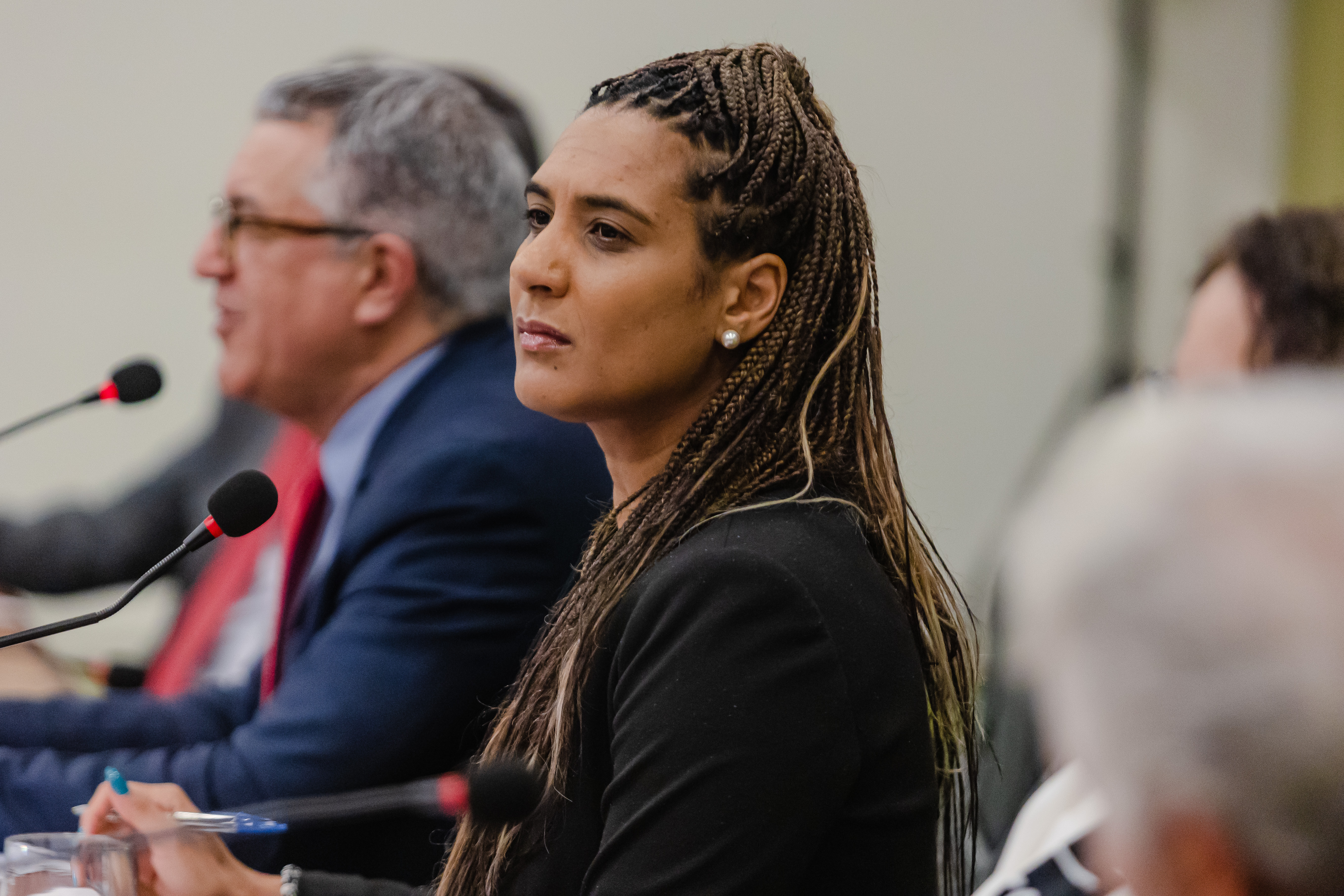
Afrofonás
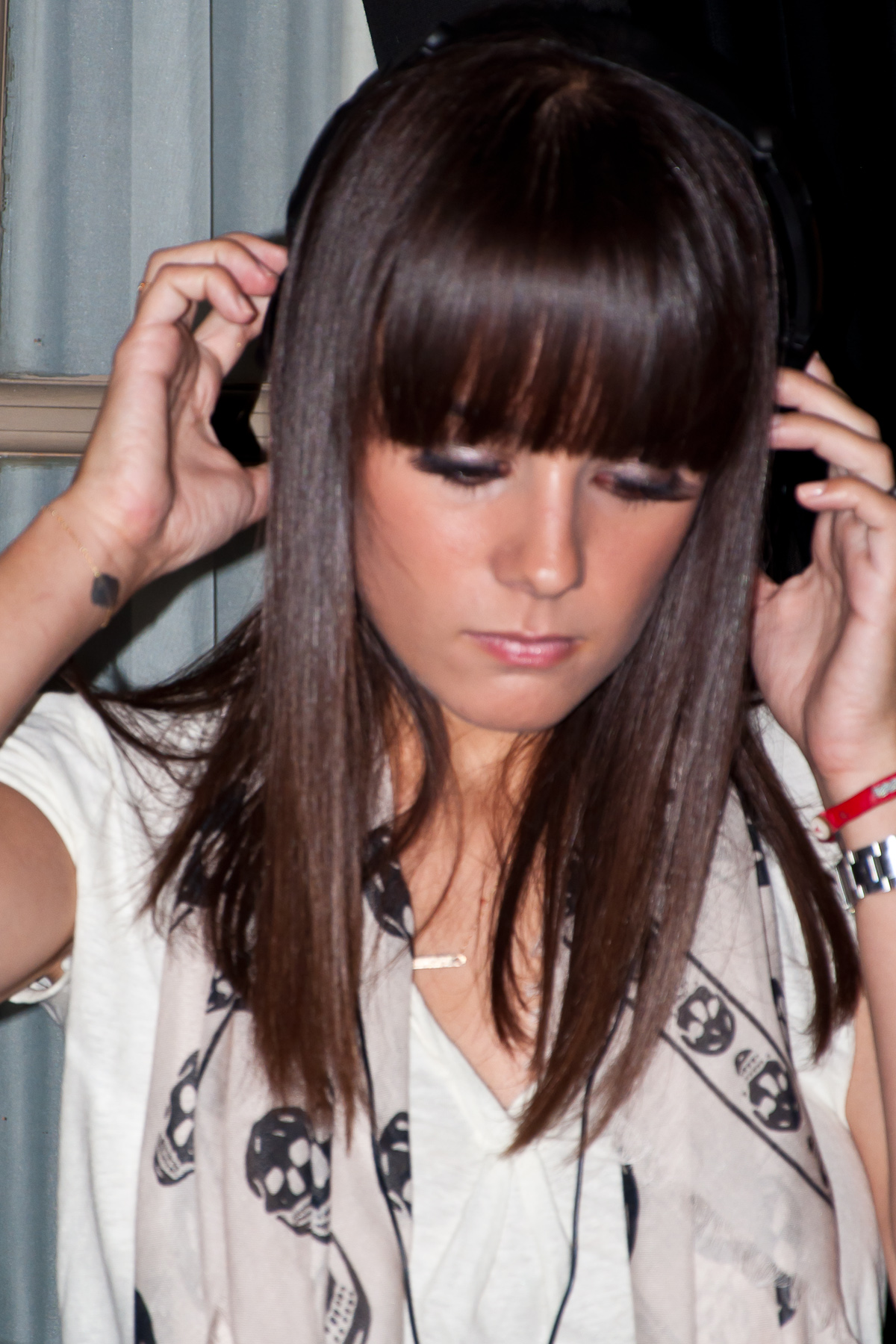
Alizée frufrus frizurával
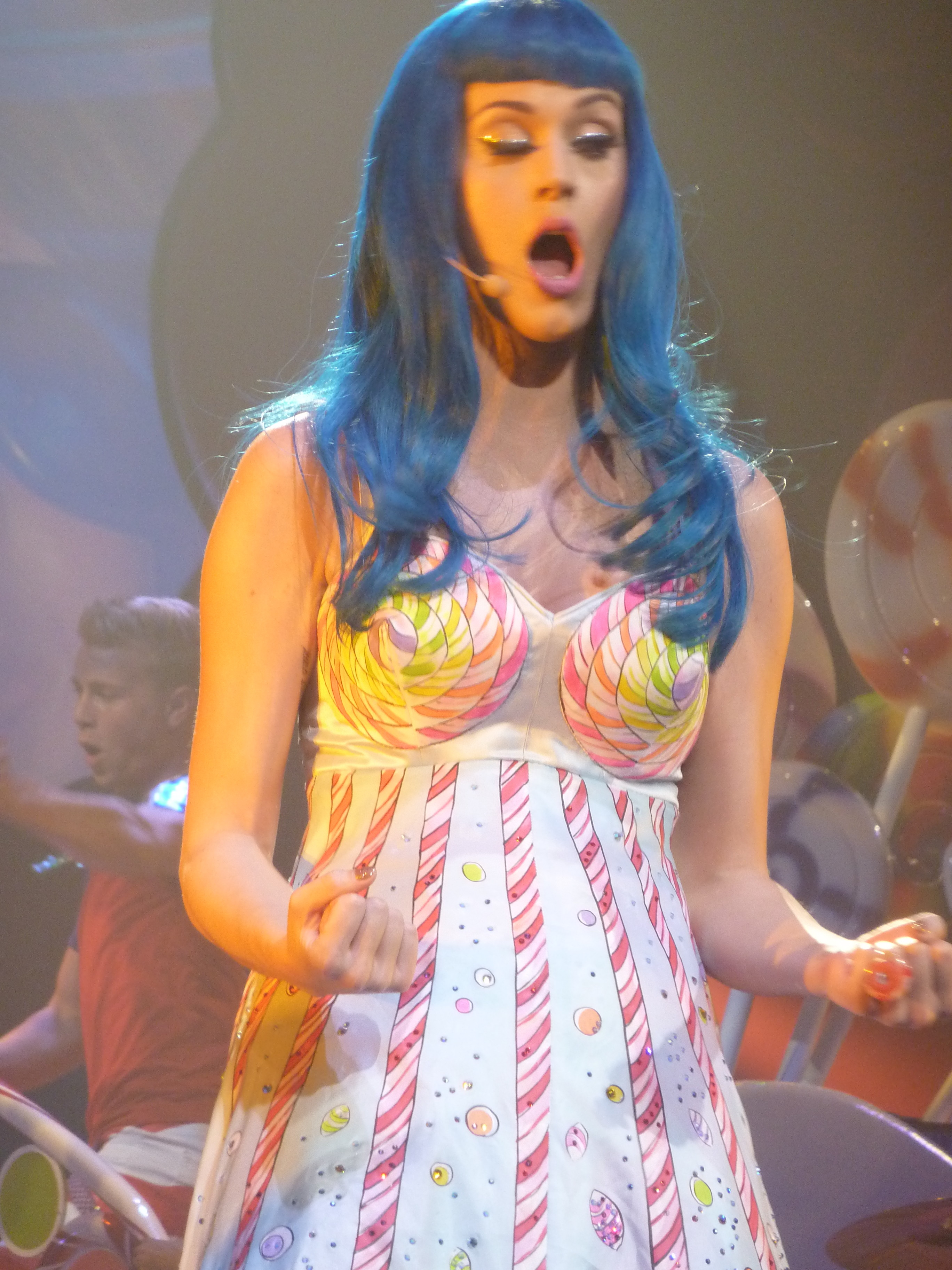
Katy Perry rövid frufruval
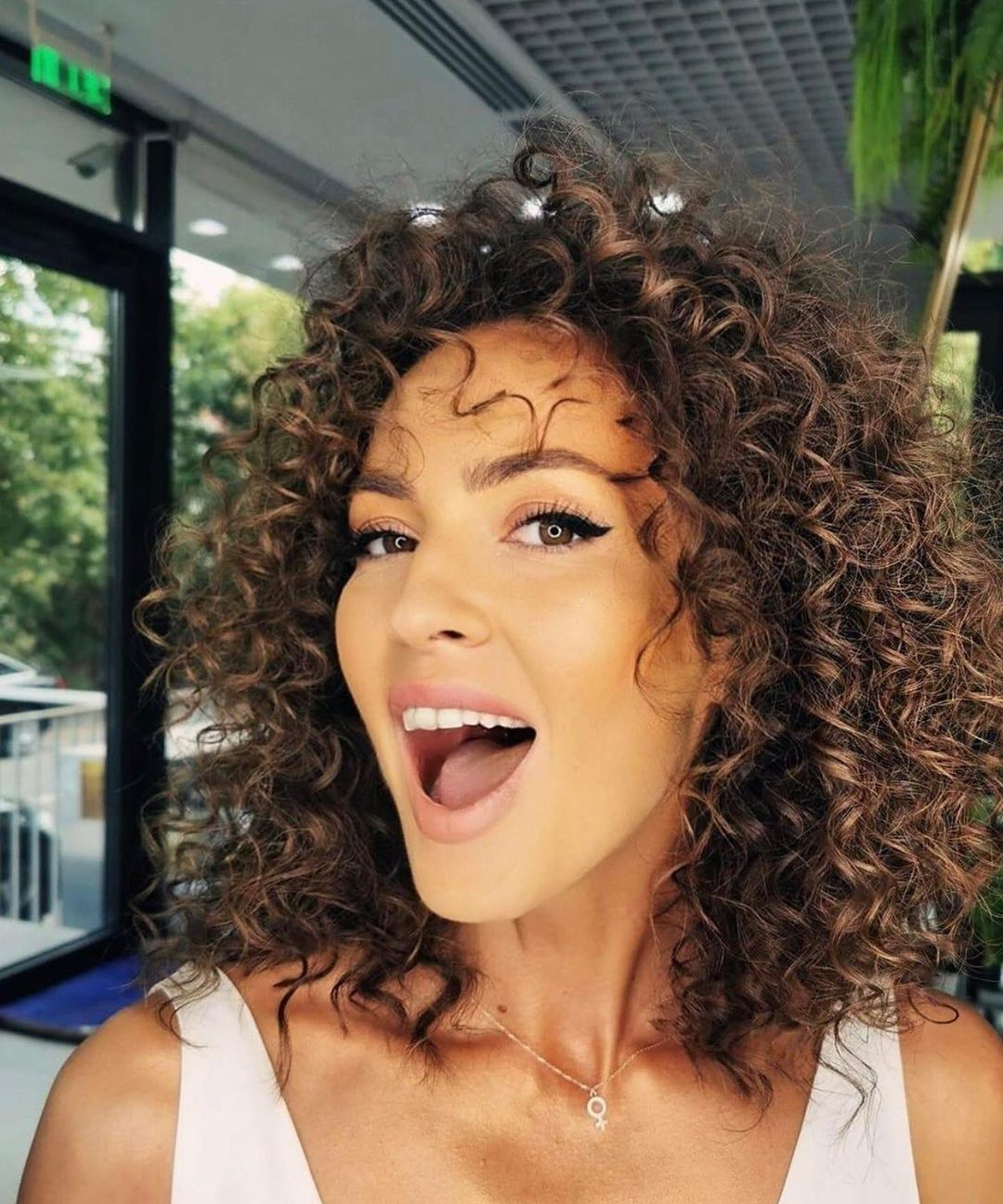
Göndör haj

## Hajfestés
A hajfestés során a haj színét változtatják meg. Már az ókorban is ismertek voltak különféle hajfestőtechnikák, az egyiptomiak például növényi és állati eredetű festékeket használtak. A mesterséges, azaz vegyi anyagokból előállított hajfestékekkel az 1900-as évek elején kezdtek el kísérletezni. A hajfestékek lehetnek krém, por, hab, folyadék vagy permet (spray) állagúak, lemoshatóak, féltartósak vagy tartósak. A haj színezése a divat részét is képezi.

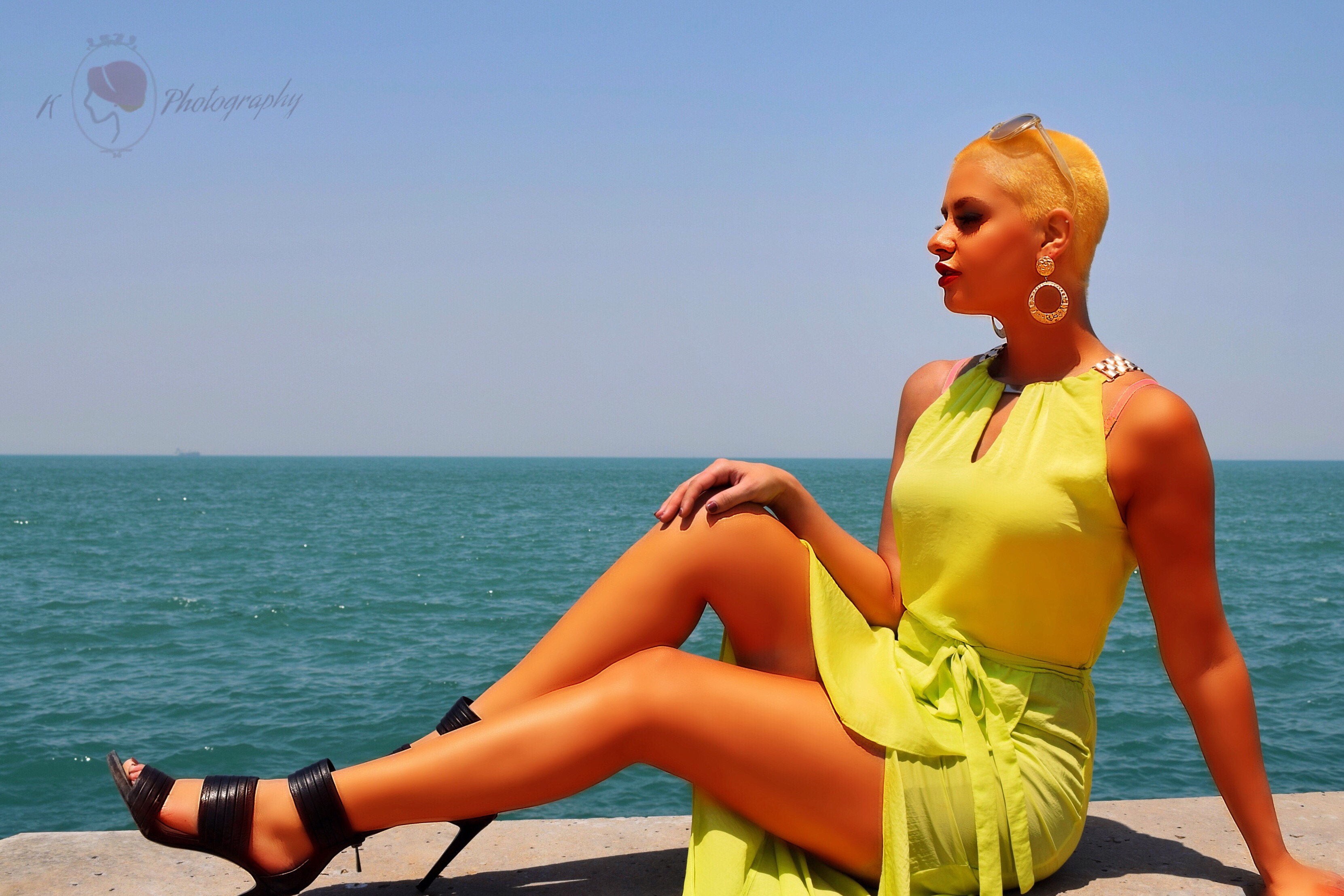
Szőkített haj
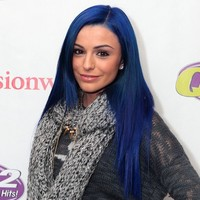
Cher Lloyd kék hajjal
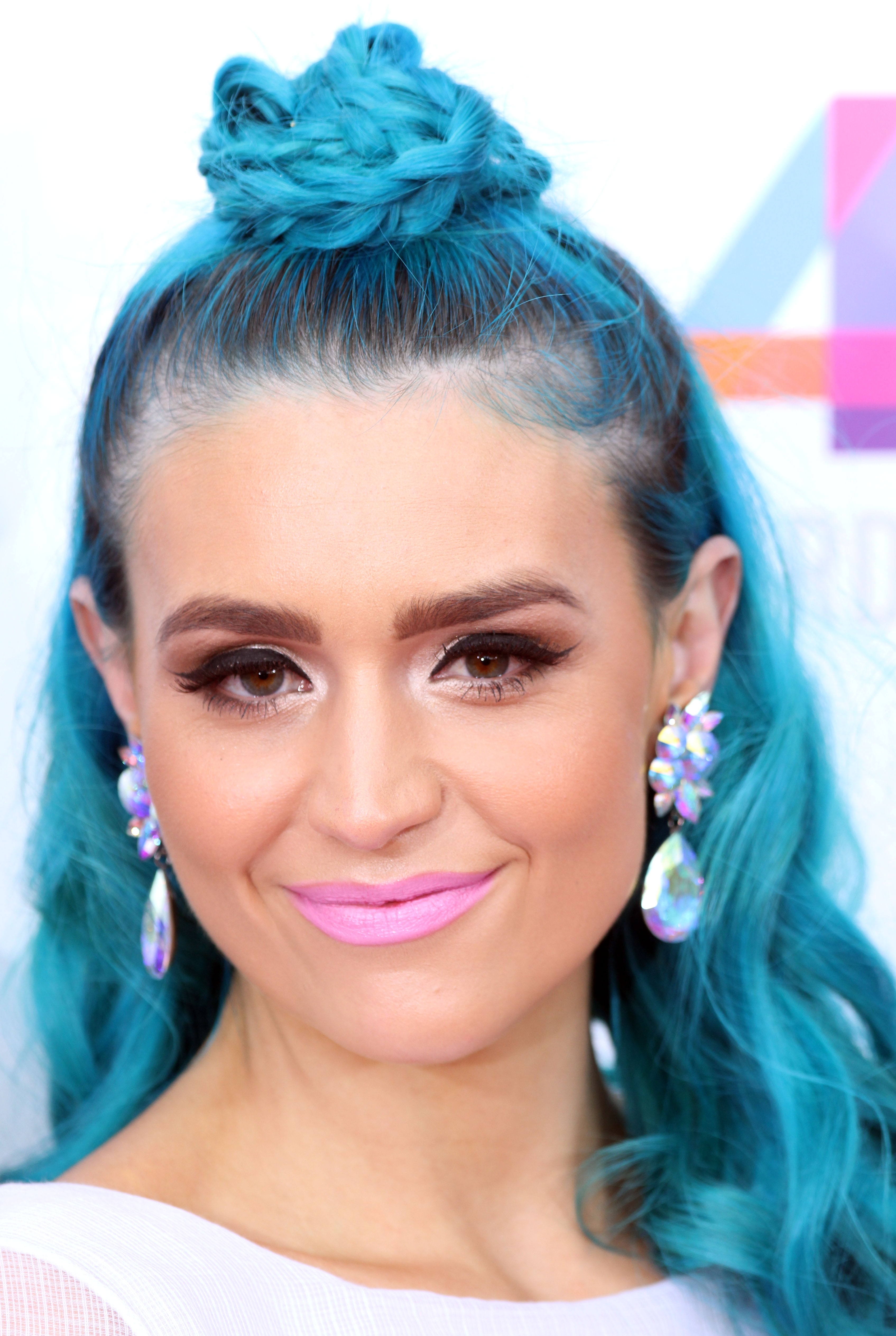
Türkiz haj
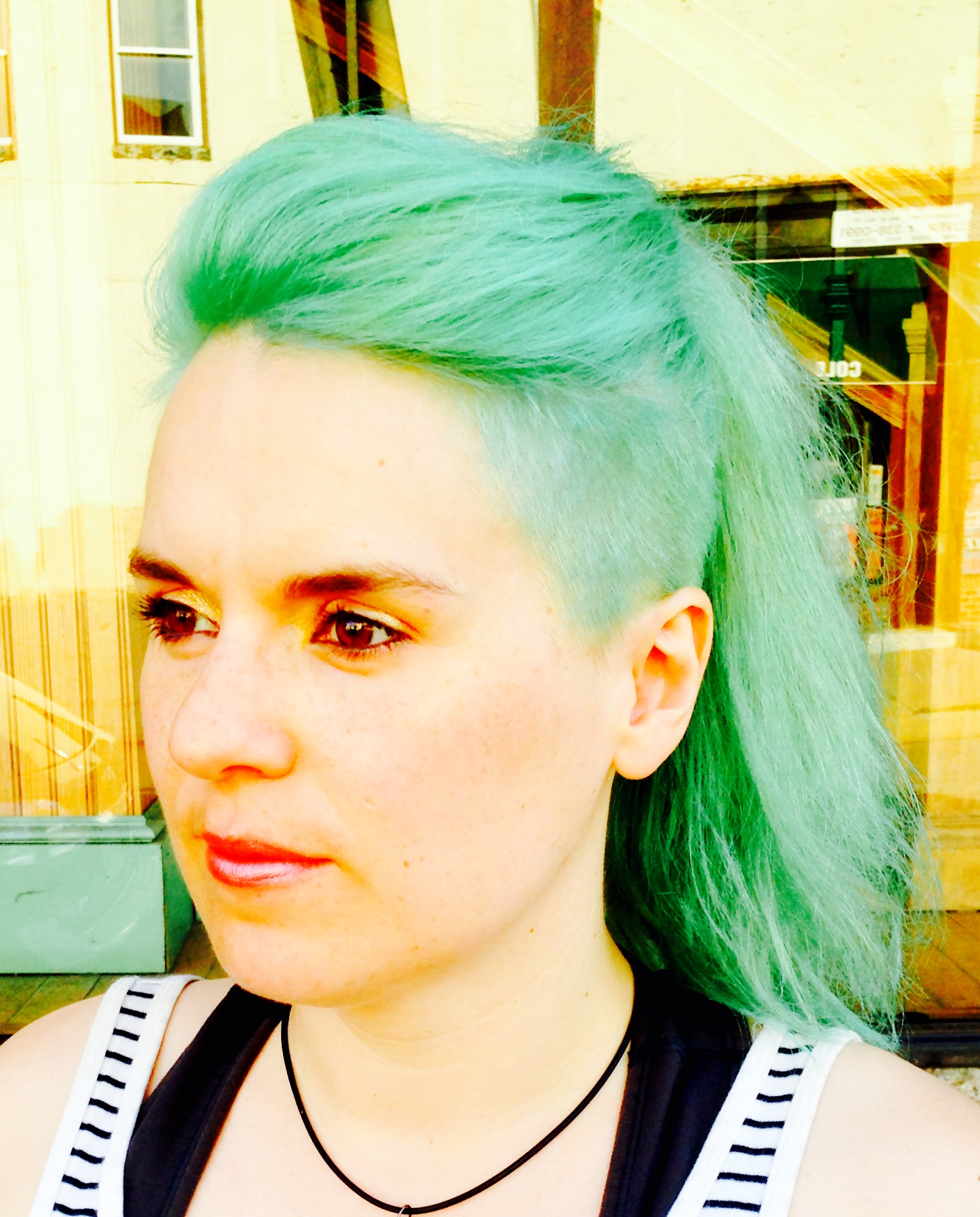
Zöld haj
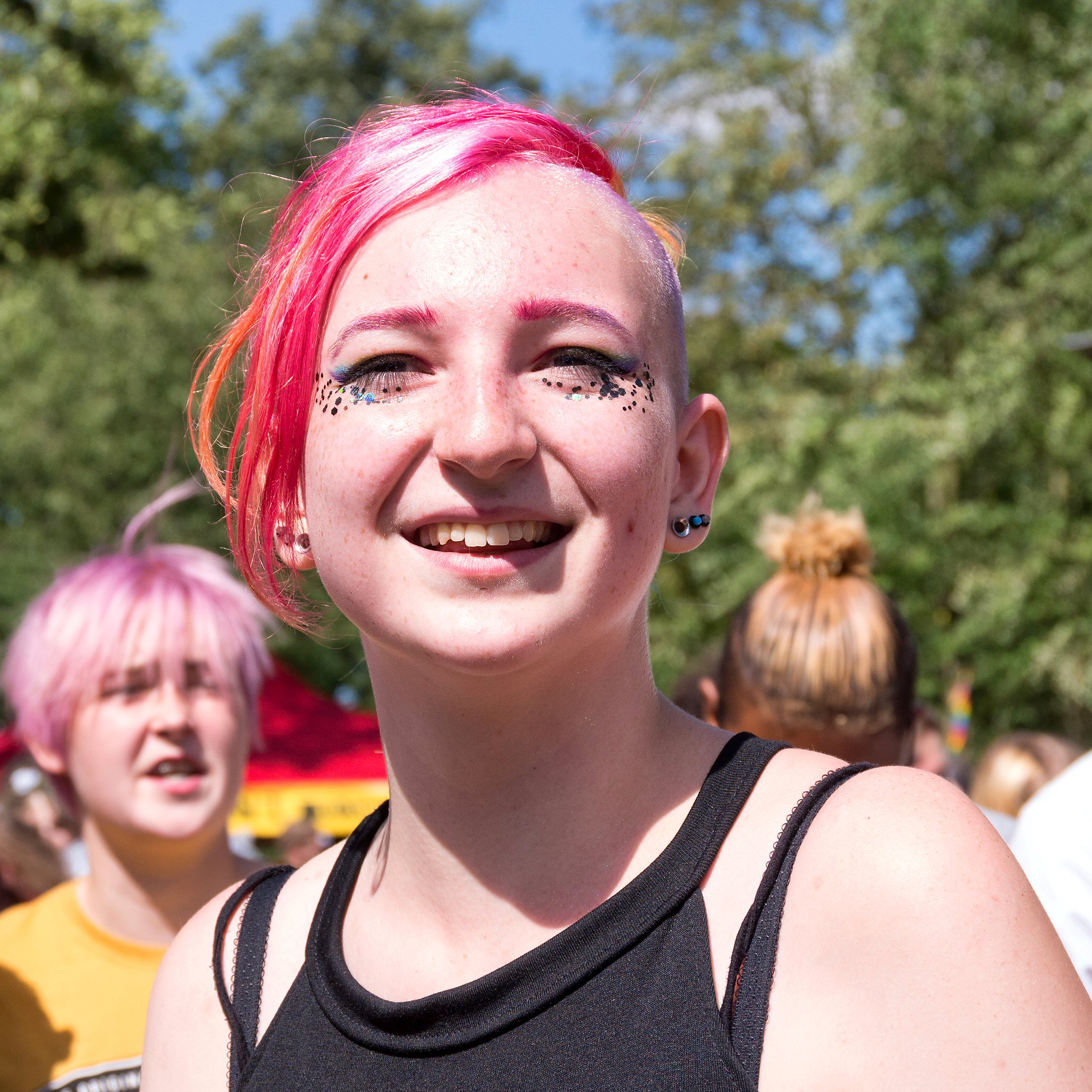
Rózsaszín haj
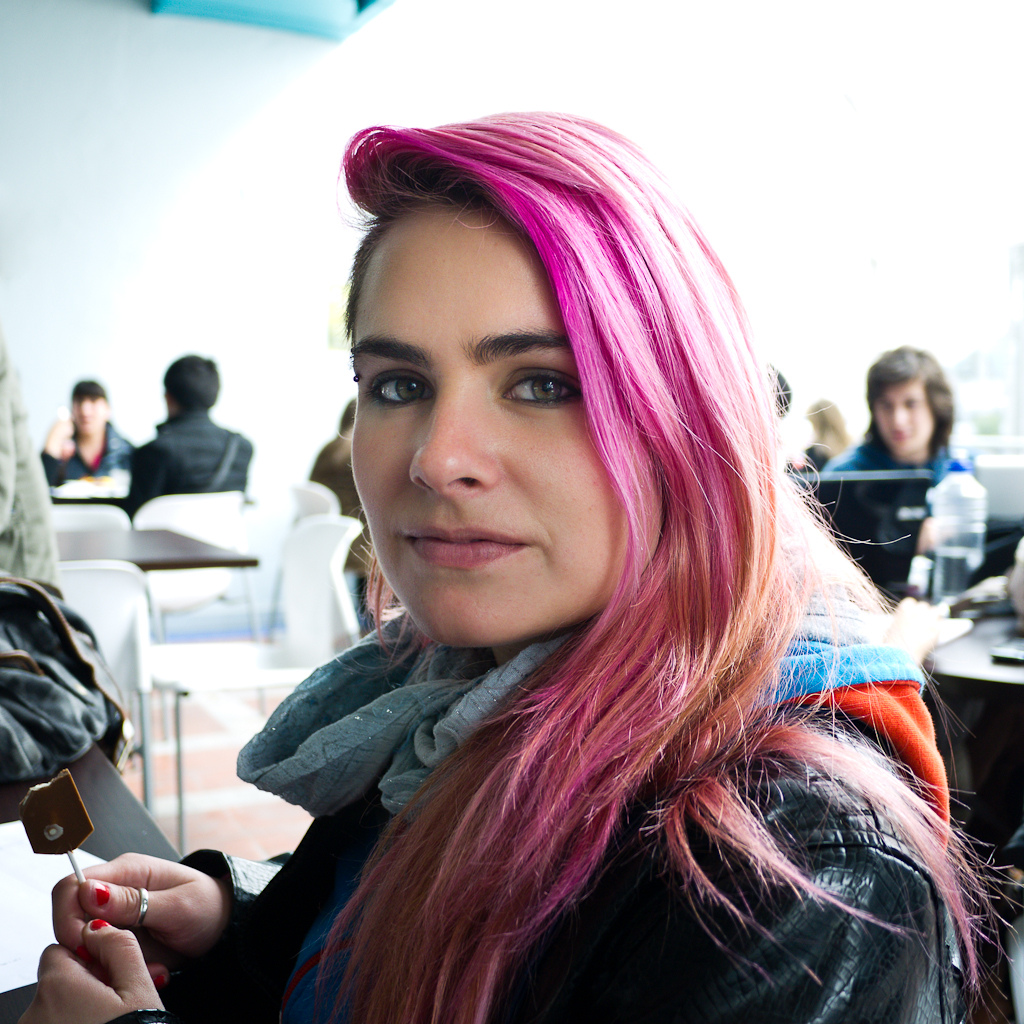
Rózsaszín haj
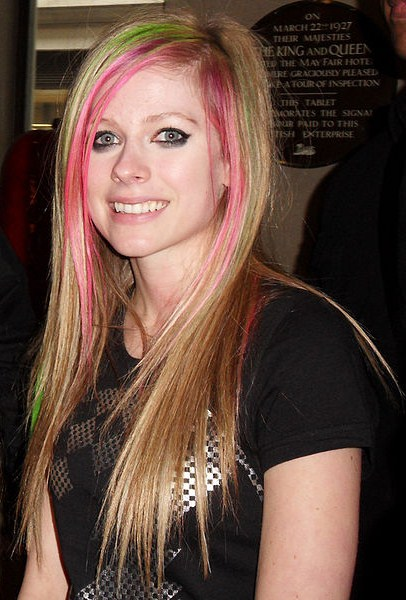
Avril Lavigne szőkített hajjal, rózsaszín és zöld melírcsíkokkal
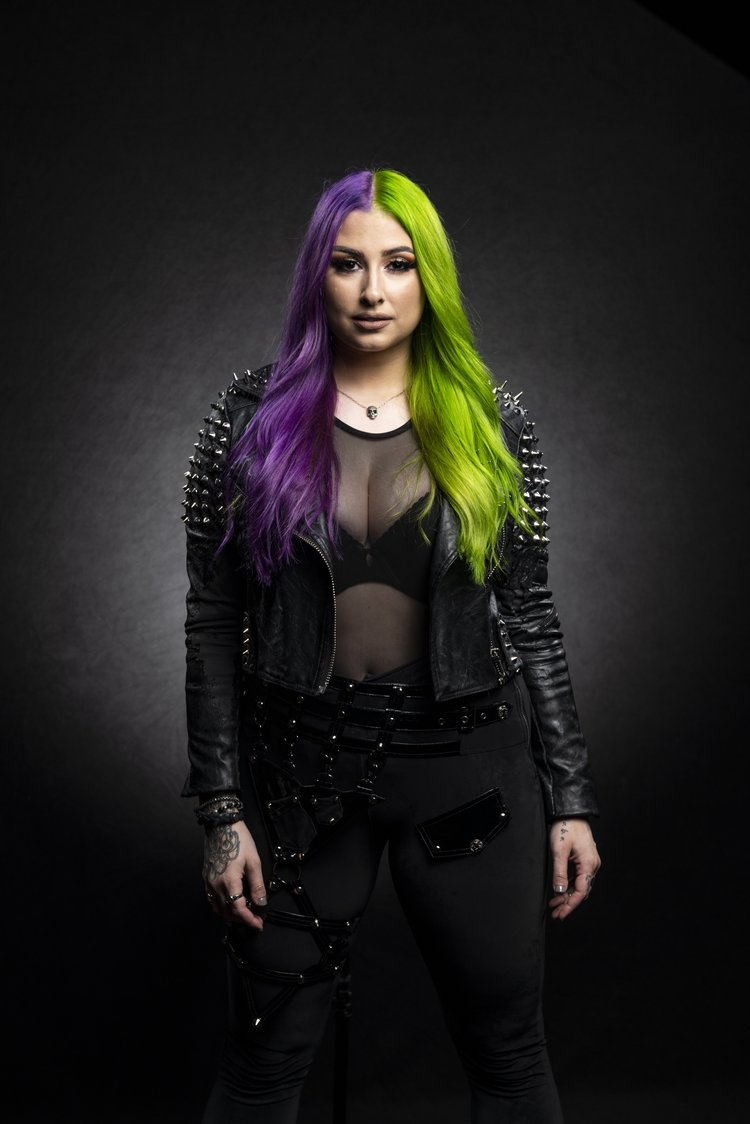
Baloldalt zöld, jobboldalt lila haj
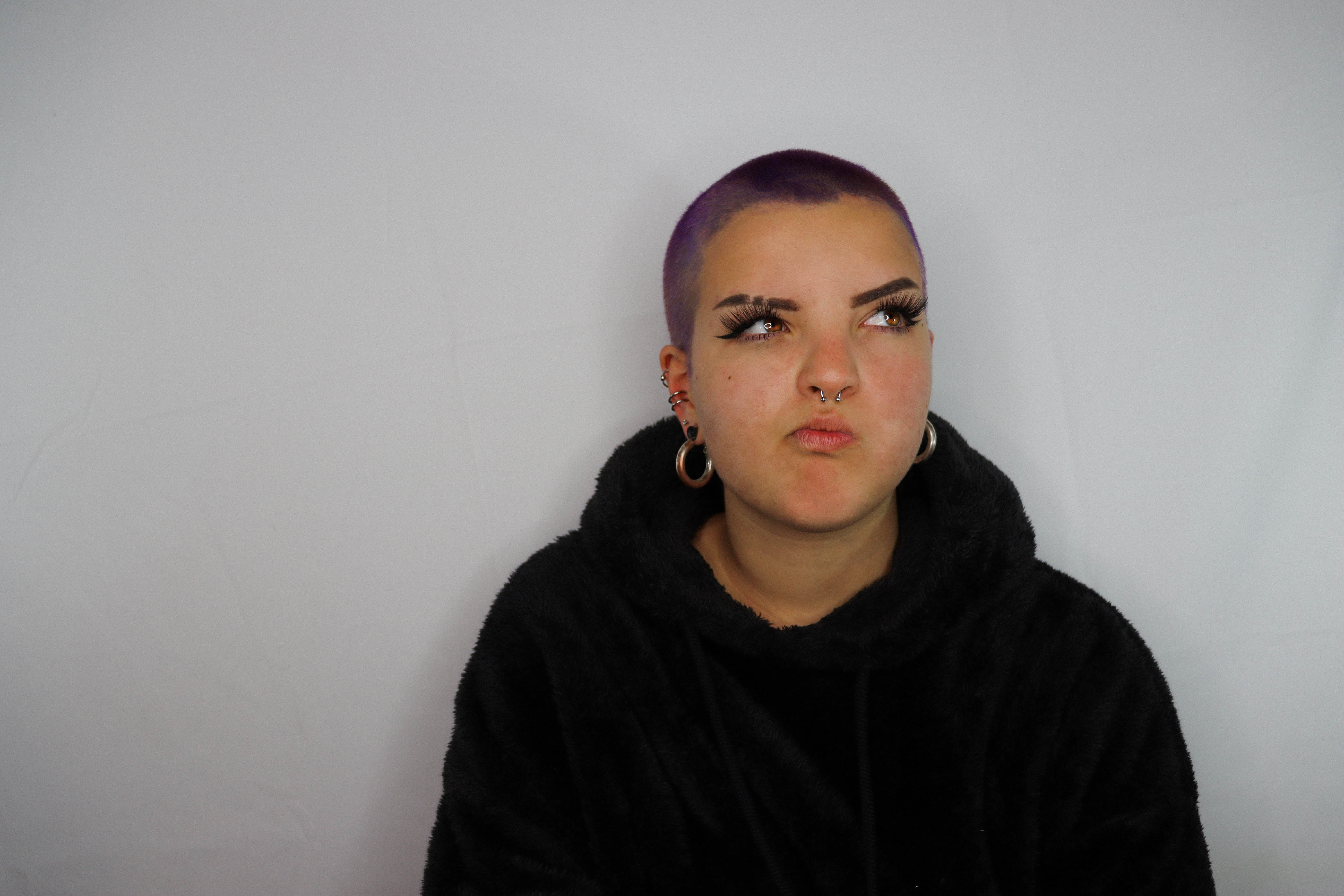
Lila haj
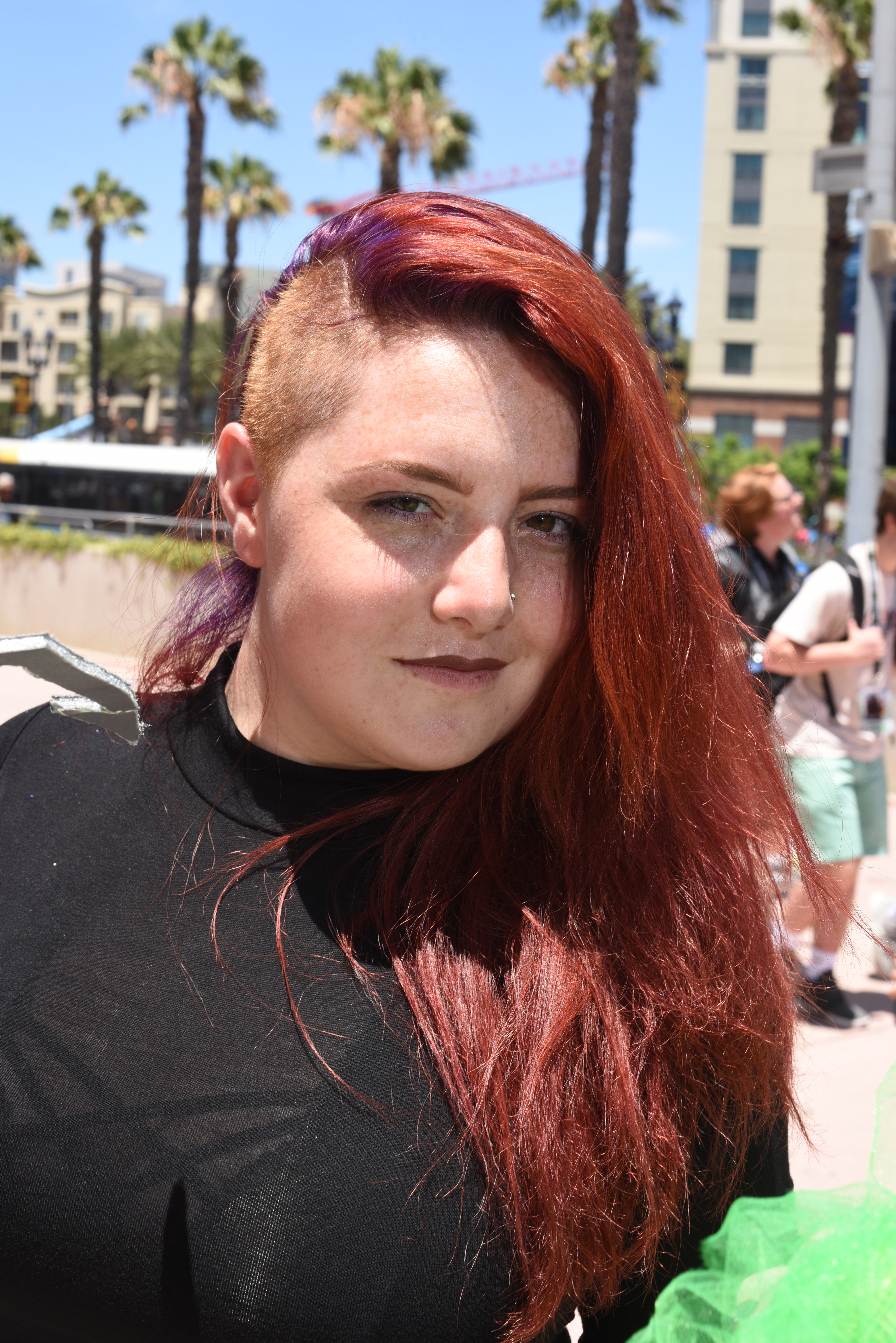
Vörösre festett haj

### Típusai
A hajfestékeknek tartósság szempontjából három típusát lehet megkülönböztetni:
Hajszínezők
A színezők a legkevésbé tartósak, az első hajmosásig tartanak. Nagy méretű, savas festékmolekulákból állnak, melyek sót képeznek a hajon. A molekulák méretük miatt nem képesek áthatolni a hajszálakon, így csak réteget képeznek a felületükön.
Féltartós hajfestékek
Ezek a festékek hat-nyolc mosás erejéig tartósak. Egyik változatuk az elektrosztatikusság elvére épül: a pozitív töltésű festékmolekula és a negatív töltésű hajszál vonzzák egymást. A másik típus a hajszálak roncsolt szerkezetét veszi alapul, és a színezőkben használt nagy méretű molekulák mellett kisebb méretűeket is használ, amelyek a roncsolt hajszálakba képesek bejutni és így teszik valamivel tartósabbá a színt.
Tartós hajfestékek
Kisméretű molekulákat tartalmaznak, ezek lehetnek például amino-fenolok, fenilén-diaminok vagy rezorcin is. Ezek a molekulák már képesek bejutni a hajszálak belsejébe, azonban nem színesek, és nem is tudnának tartósan megmaradni. Ezért oxidálószert alkalmaznak a megfestésükre és a megtartásukra. Az oxidálószer általában hidrogén-peroxid. Az oxidált molekulák a hajfesték többi összetevőjével együtt hozzák létre a festékmolekulákat, melyek már túl nagyok ahhoz, hogy ki tudjanak jutni a hajszál belsejéből, így hoznak létre tartós színt. A tartós hajfestéket emiatt lemosni nem lehet, csak a hajszál kihullásával tűnik el.

### Felviteli technikák

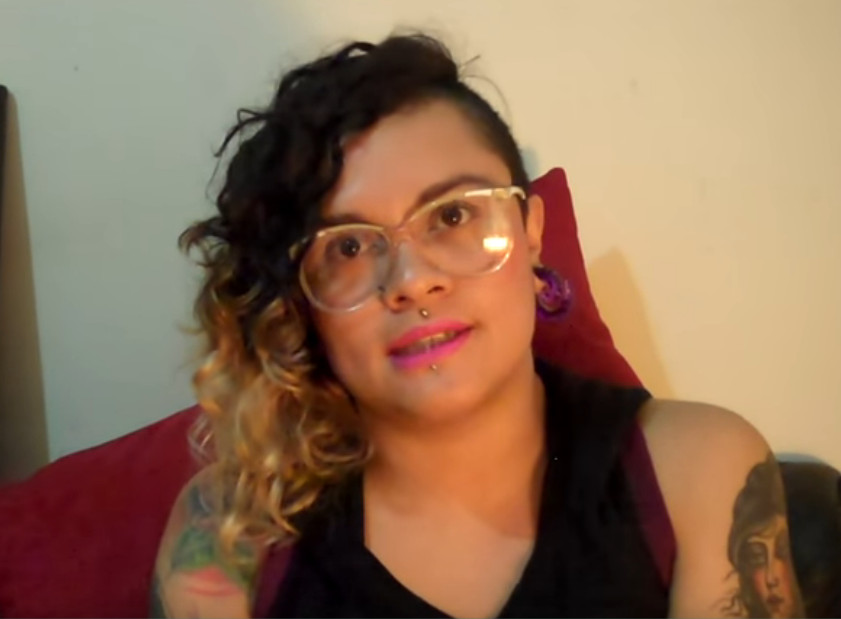
Ombré haj

### Ombré

#### Sombre (Sun kissed balayage)
A hajat rétegekre osztják és mindig egy-egy adott rétegben, „elszórtan” dolgoznak, a természetes napszítta hatás eléréséhez. A tincseket háromszög alakban választják le, amelyek két oldalát melírozzák a választott színnel, szabadkéz technikával.

#### Balayage
Ezzel a technikával a haj természetes színénél néhány árnyalatnyival világosabb színt visznek fel meghatározott területekre, általában a hajvégekre, a „napszítta” hatása elérésének érdekében. A szó a francia balayer szóból ered, melynek jelentése „seprés”. A festék felvitelekor – a melírozással ellentétben – nem tesznek fóliát a hajra. A felvitelkor a fodrásznak ügyelnie kell a sötét és világosabb szín közötti harmonikus átmenetre, hogy a hajszín természetes hatású maradjon.

#### Melírozás
A melírozás során nem a haj egészét festik be, csak a kiválasztott tincseket. Bármilyen színnel elvégezhető, világosításra és sötétítésre is alkalmas technika, a haj dúsabbnak tűnik tőle, ha nem csak néhány tincset festenek be. Kétféle technikával készülhet, az egyik a lyukakkal borított gumisapka, amelyet a fejre helyeznek és a lyukakon átbújtatják a hajtincseket. A másik esetben a hajtincseket alufóliacsíkra helyezik, ezen festik meg, majd a fólia másik felét ráhajtják a tincsre. A melírozásnál az eredeti hajszínnél kettő vagy több árnyalattal világosabbat festenek fel. A legfeljebb két árnyalatos világosítás a satírozás.

#### Pinwheel (szélkerék) melírtechnika
A pinwheel hajfestési technika során nagyobb leválasztott panelekkel és általában egymáshoz közel álló árnyalatokkal dolgoznak. A technika lényege az, hogy a frizurát összefésülve különböző színkompozíciókat lehessen létrehozni. A hajat általában 10 egyenlő részre osztják a fejbúbtól indulva. A panelek és színek tetszés szerint kombinálhatóak.

#### Crownlights coloring
A hajtő sötétebbre festése a hajhossz színénél. Általában egy szőke alapon dolgoznak sötétebb, jobbára nem természetes színnel a töveknél, így a lenövéshatás is elkerülhető.

#### Szőkítés
Az első szőkítőoldatok hidrogén-peroxid alapúak voltak, ammónium-hidroxid katalizátorral. A modern szőkítő porok („blanchpor”) ammónium-peroxo-diszulfátot, nátrium-peroxo-diszulfátot és magnézium-oxidot tartalmaznak. A szőkítőporokat 3, 6 vagy 9%-os oxidálószerrel alkalmazzák, és így hét hajszíntónus világosítására alkalmasak. Felvitelük száraz hajra történik, a hatóidejük 30–50 perc. Léteznek szőkítő krémek is.

## Paróka
A paróka (vagy vendéghaj), a fej formáját követő, azt sapka alakúan beborító álhajzat. Emberi hajból vagy szőrből, pamutból, selyemből stb. készítik. A kopaszság elrejtésére, a bonyolult hajviselet megtartására, vagy a más hajszín érdekében már az ókorban készítettek parókát.

### Története
Az ókori Egyiptomban, ahol társadalmi rangjelzésre használták, széles körben elterjedt. Az asszírok, médek, perzsák is ismerték. A rómaiak a germán hajat kedvelték, különösen, ha szőke volt. A 16. századtól újra elterjedt a nemesek és a gazdagok körében Legvirágzóbb ideje a 17. században volt, amikor XIV. Lajos udvarában a természetes hajat utánzó allonge-paróka jött divatba. A rokokó idején a fehérre rizsporozott paróka vált udvari viseletté. Az egyház eleinte elítélte ezt a viseletet, később azonban elfogadta, sőt, külön formát alakított ki. A 18. század végén fonatban végződő parókát viseltek, még a katonaság is (copf). A 19. század folyamán már csak kopasz emberek használtak parókát hajhiányuk elrejtésére.

### Gondozása
A parókát másként kell gondozni, mint a saját hajat. Meleg időben 6-8, hidegben 10-12 viselés után szorul mosásra. A mosáshoz elég egy lavór vízhez egy kupak parókasampon. A fésüléshez ritka fogú fésű való. A saját hajjal ellentétben nem célszerű nedvesen fésülni. A formázásban kerülendők a forró eszközök, különösen szintetikus haj esetén. Kerülendők továbbá a hajhabok és a sima hajzselé, a haj- és a textilfestékek.
A paróka tárolásában fontos, hogy jól szellőzzön, és hogy megőrizze alakját. Hőforrástól távol, eredeti csomagolásában, a hozzá kapott hajhálóban egy külön dobozban, kendővel letakarva parókaállványon vagy babafejen tartandó.
Felöltése előtt a saját hajat a fejhez kell rögzíteni. Felöltés után a parókát is rögzíteni kell, nehogy leessen egy váratlan mozdulat hatására.
A ragasztásos hajhosszabbítás néven ismert eljárás lényege, hogy egy vékony szilikon lapocskába van bele forrasztva a természetes, eredeti hajból készült póthaj szálanként és a szilikon csíkra van feltéve a ragasztó.

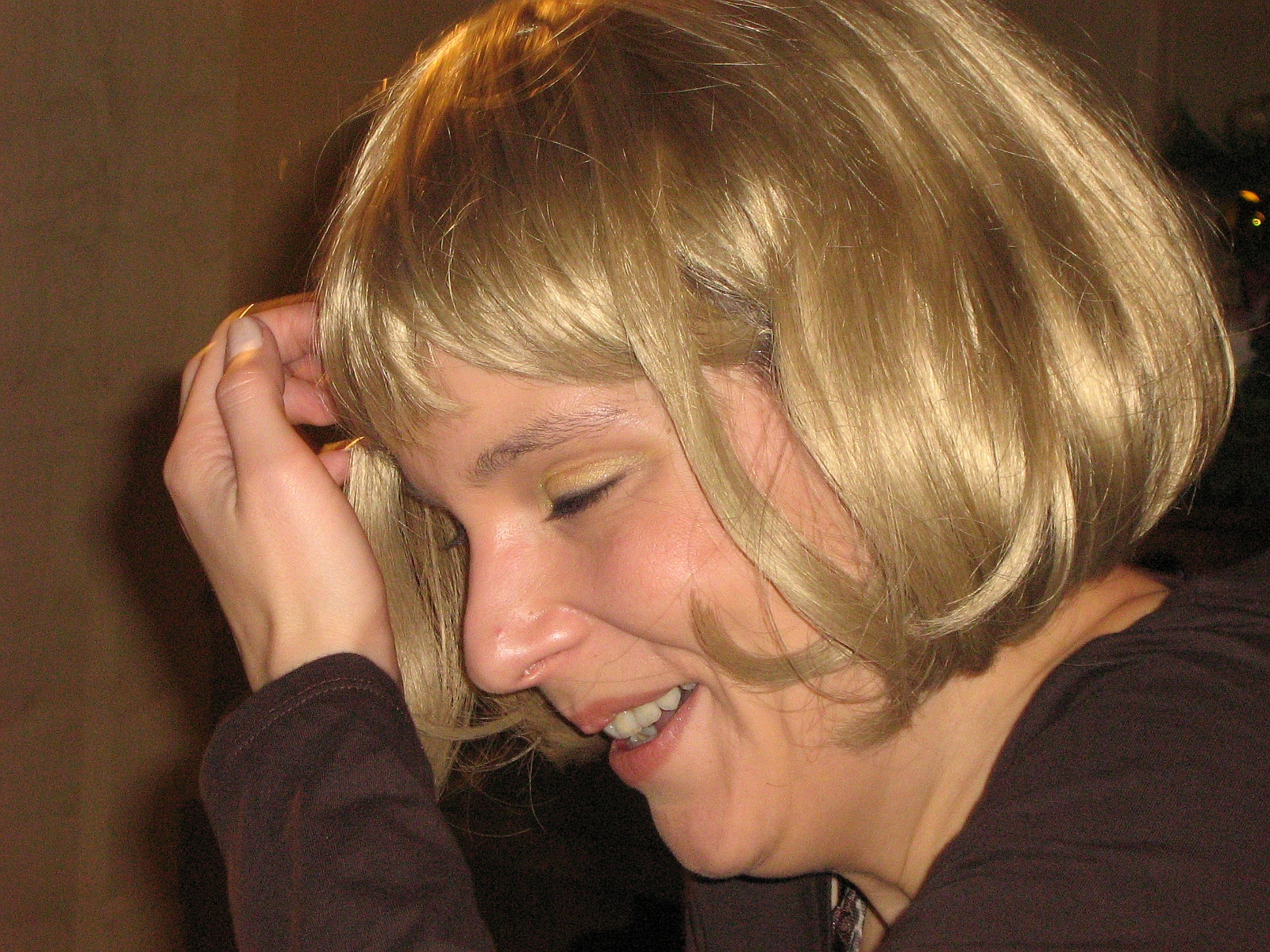
Karafiáth Orsolya szőke parókában
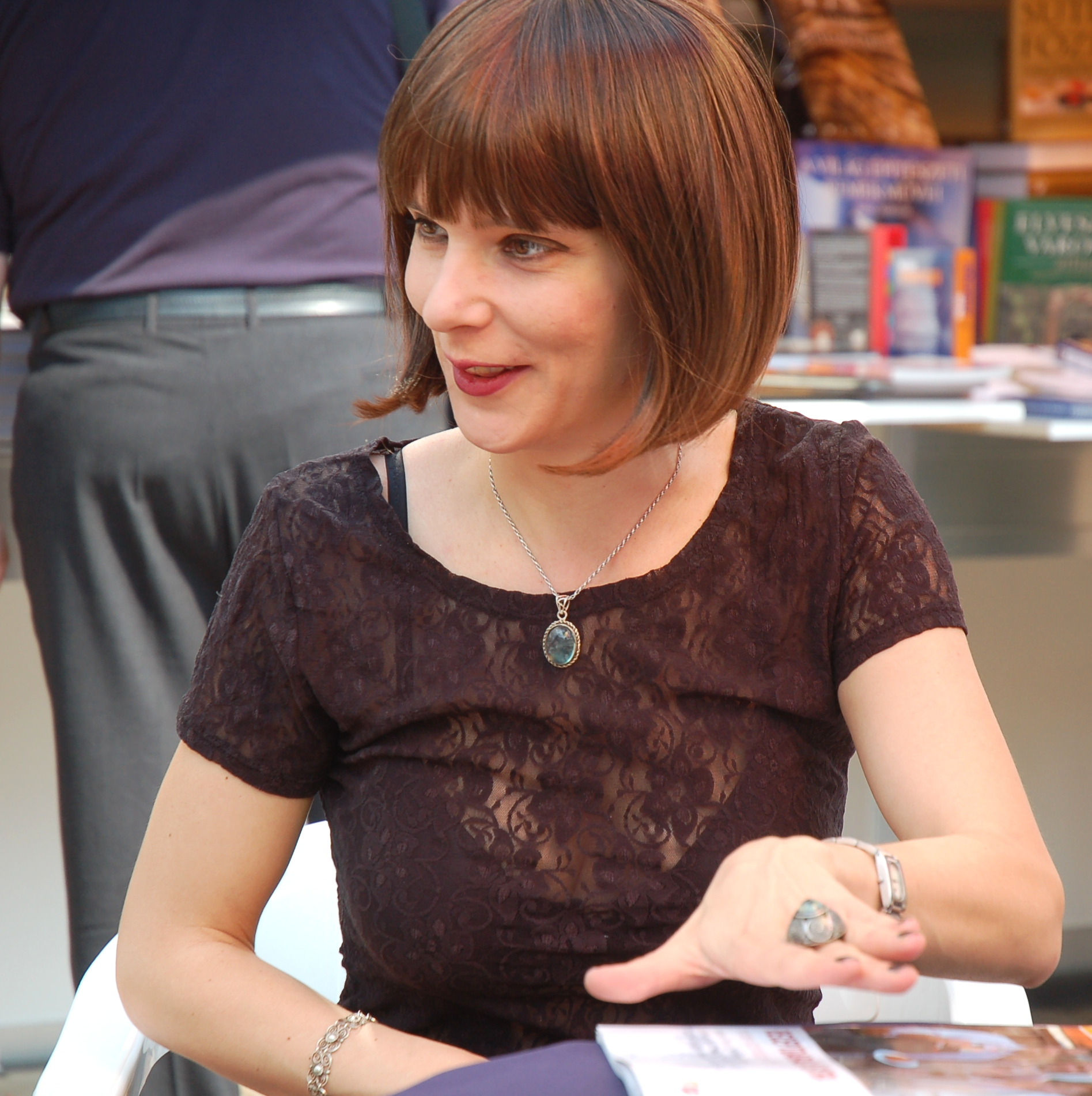
Karafiáth Orsolya barna parókában
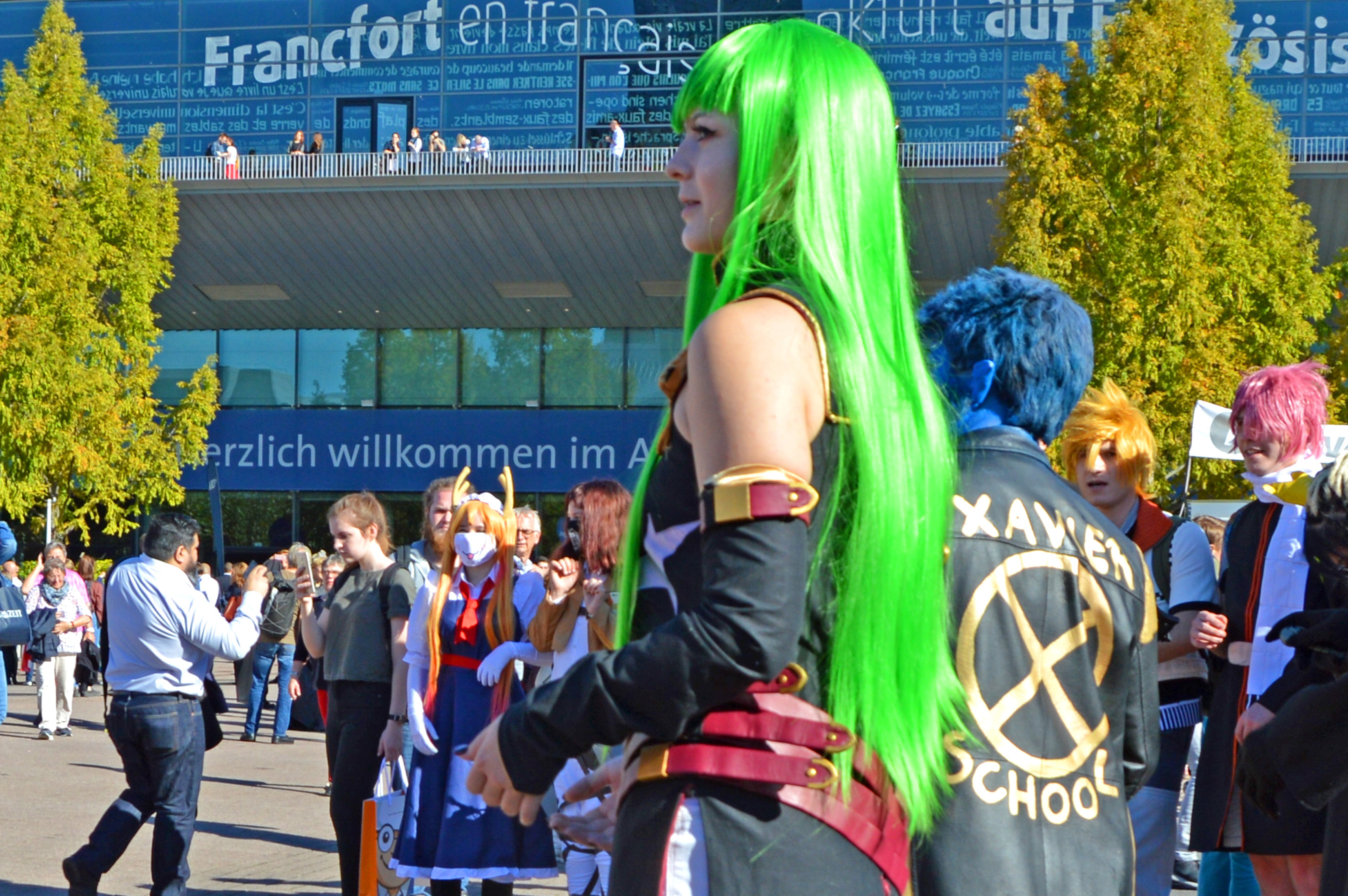
Zöld paróka
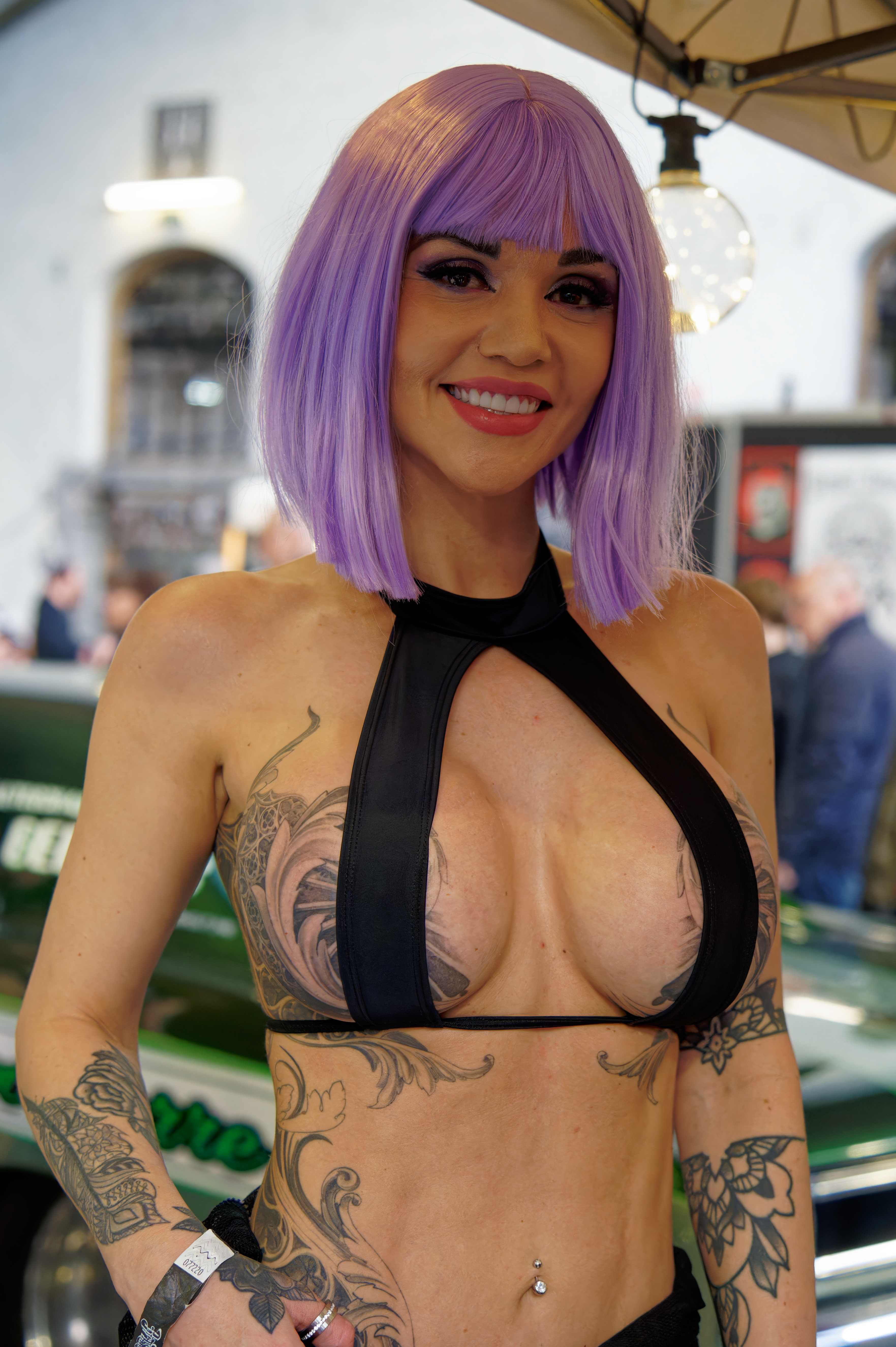
Lila paróka
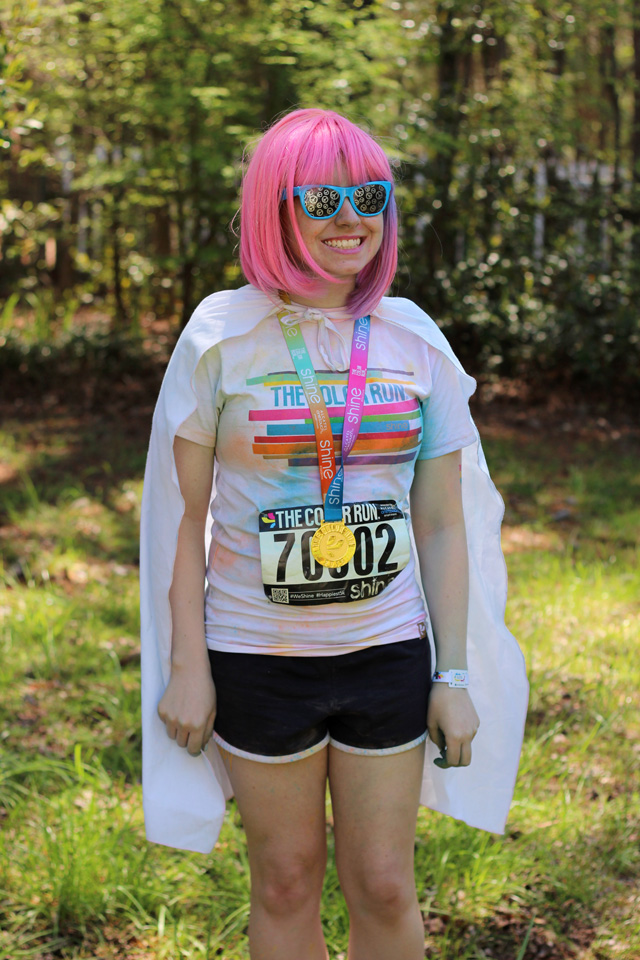
Rózsaszín paróka

## Kopaszodás

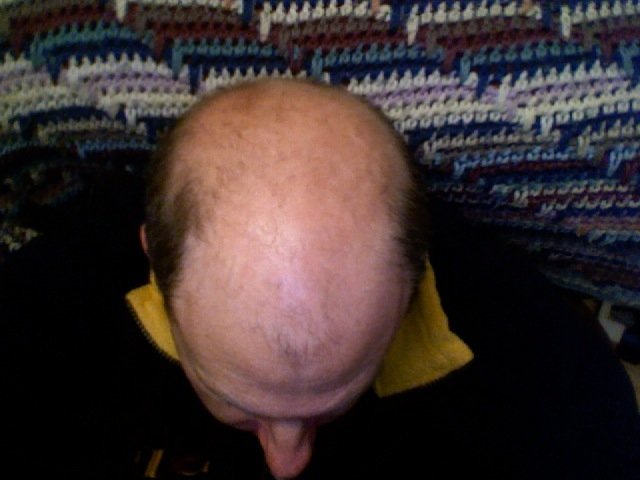
Egy kopaszodó férfi feje

Minimális mértékben mindenkinek hullik a haja. A normálisnak mondható hajhullás hátterében a hajváltás természetes folyamata áll. Kórosnak akkor tekinthető a hajvesztés, ha a kihullott hajszálak mennyisége több mint 60-80 hajszál, és nem követi az új hajszálak növekedése. Ebben az esetben folyamatos hajritkulás figyelhető meg.
A hajhullás számtalan okra vezethető vissza, ennek megfelelően többféle hajhullástípust különböztetünk meg.
A leggyakoribb okok, melyekre a hajhullás kialakulása visszavezethető:
- vashiány
- hormonális problémák (a hajhagymák DHT érzékenysége)
- pajzsmirigybetegség
- hiányos táplálkozás
- gyulladásos gócok
- gyógyszerek mellékhatása
- fejbőrbetegségek
- omega-3 zsírsavak felhalmozódása

A leggyakoribb hajhullástípusok:
- foltos hajhullás: a hajvesztés jól körülhatárolható foltokban következik be.
- hegesedő alopécia: Végleges hajvesztést okoz, mert gyulladásos folyamat előzi meg, mely eredményeként a hajhagymák elpusztulnak.

Általában valamilyen fejbőrbetegség áll a hátterében.
- diffúz hajhullás: a fejbőr egészét érinti a hajhullás, egyenletesen ritkul a haj.

### A hajhullás, kopaszodás kezelése
Számos készítmény kapható, mely hatásos lehet azon emberek számára, akik fokozatosan elveszítik hajukat, kopaszodnak, ilyenek lehetnek például a helyi kezelésre használt krémek, mint a minoxidil, és a belsőleg alkalmazandó gyógyszerek, mint a finasteride hatóanyagú készítmények. A problémára javasolt szerek, samponok, oldatok megerősítik a hajszálakat, és a gyógyszeres kezelés is segíthet lassítani, vagy ideiglenesen megszüntetni a hajvesztést. A kopaszodás azonban a gyógyszerek szüneteltetésével ismét jelentkezhet. A genetikus hajvesztés miatt kialakuló kopaszodásra végleges megoldást nyújthat a hajbeültetés, hajátültetés.

## A hajszövet vizsgálata (hajanalízis)
A hajszövet ásványi elemzése lágyszövet biopszia, ahol a mintavételi szövet a haj. (A biopszia a testszövetek elemzésének orvosi módszere.) A hajban található ásványi anyagok szintjének meghatározása rendkívül kifinomult laboratóriumi módszer. Amennyiben az előírásoknak megfelelően végzik és helyesen értékelik, segít kiszűrni az ásványi anyagok hiányát, többletét és/vagy egyensúlyának kibillenését. A hajszövetelemzés olyan gazdaságos és pontos visszajelzés a különböző diéták, a stressz, és a mérgező anyagoknak való kitettség hosszú távon gyakorolt hatásairól – ideértve az ásványi anyagok egyensúlyára gyakorolt hatást is –, ami más klinikai tesztekkel nehezen helyettesíthető. A hajszövet-analízis a nyugati országok klinikai gyakorlatában elterjedt módszer.